# Adidas
Die Adidas AG (Eigenschreibweise: adidas) ist ein international tätiger deutscher Sportartikelhersteller mit Sitz in Herzogenaurach bei Nürnberg.
Das Unternehmen bietet weltweit über eigene Ladengeschäfte und den Einzelhandel Bekleidung, Schuhe, Sportausrüstung, Accessoires sowie Lizenzprodukte wie Uhren, Kosmetik und Brillen an. Der Konzern gilt nach Nike als der zweitgrößte Sportartikelhersteller der Welt und ist als bedeutender Ausstatter von berühmten Sportlern, Sportmannschaften und internationalen Sportveranstaltungen bekannt.

## Geschichte

Adidas-Logo seit 2006

### Anfangsjahre
Zu Beginn der 1920er Jahre fertigten die Brüder Adolf und Rudolf Dassler in der alten Waschküche ihrer Mutter in Herzogenaurach Sportschuhe, die optimal an den Fuß der jeweiligen Profi-Sportler angepasst waren. 1924 erfolgte die Eintragung der Firma als Gebrüder Dassler Schuhfabrik in das örtliche Handelsregister. Allerdings kam es schon damals zwischen den Brüdern immer wieder zu Differenzen. Rudolf Dassler, der versierte Geschäftsmann, war der Extrovertiertere der beiden; Schuhmachermeister Adolf Dassler dagegen war eher introvertiert und handwerklich begabter.
Ab 1925 produzierten die Dasslers spezielle Sportschuhe jeweils für Fußballer und Läufer. Außerdem brachten sie an den Fußballschuhen erstmals Stollen an. Im Jahre 1928 kamen das erste Mal Dassler-Schuhe bei den Olympischen Spielen in Amsterdam, in der Leichtathletik, zum Einsatz. Eine der ersten international bekannten Sportlerinnen in Dassler-Schuhen war Lina Radke. Mitte der 1930er Jahre wurden mehrere verschiedene Sportschuhmodelle für unterschiedliche Sportarten hergestellt, darunter ab 1931 Tennisschuhe. Bei den Olympischen Spielen 1936 gewann Jesse Owens vier Goldmedaillen; er hatte in Dassler-Schuhen trainiert.
Adolf und Rudolf Dassler traten im Mai 1933 der NSDAP bei und waren später auch Mitglieder des Nationalsozialistischen Kraftfahrkorps.:28 Adolf hielt zudem von 1935 bis Kriegsende als Sportwart einen Funktionärsposten in der Hitlerjugend inne.:41 Während des Krieges unterhielt das Unternehmen die letzte noch laufende Sportschuhfabrik des Landes und belieferte vornehmlich die Wehrmacht mit Sport- und Spezialschuhen.:57 Ab 1943 musste die Schuhproduktion eingestellt werden, stattdessen wurde an beiden Fabrikstandorten die Panzerabwehrwaffe Raketenpanzerbüchse 54 der Firma Schricker & Co. hergestellt. Zwischen 1942 und 1945 kamen in den Betrieben mindestens neun Zwangsarbeiter zum Einsatz.:64

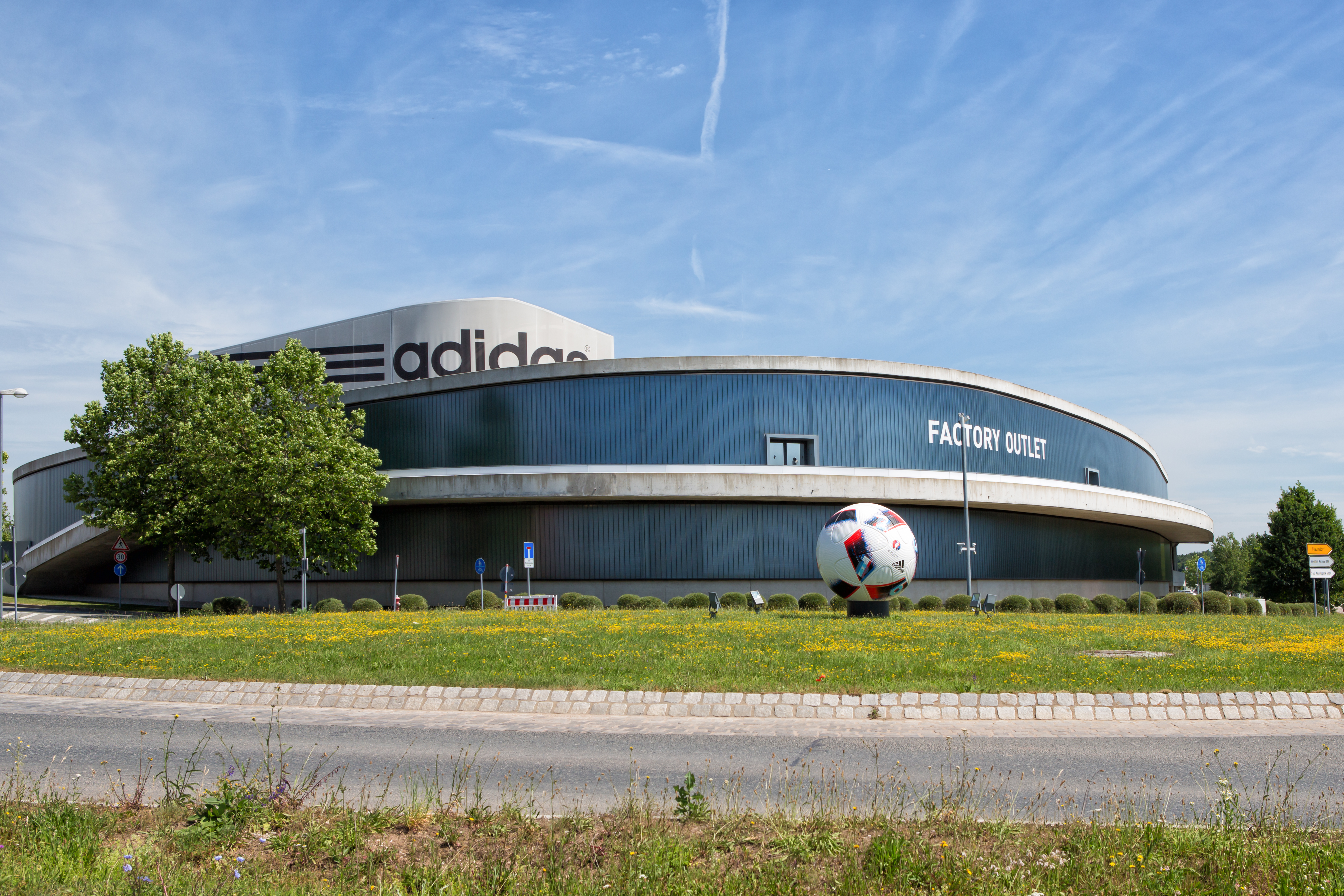
Fabrikverkauf von Adidas in Herzogenaurach

Nach dem Krieg zerstritten sich Adolf Dassler und sein Bruder Rudolf endgültig und gingen getrennte Wege, nachdem bereits 1946 die Schuhproduktion wieder angelaufen war. Rudolf Dassler gründete 1948 die Firma Puma, die lange Zeit einer der schärfsten Konkurrenten bei Sportschuhen war. Beide Herzogenauracher Firmen stellen die gesamte Bandbreite an Sportschuhen für eine Vielzahl von Sportarten her. Ihre Rivalität wurde 2016 in dem Fernsehfilm Duell der Brüder – Die Geschichte von Adidas und Puma thematisiert.

### Internationaler Aufstieg
Die heutige Adidas AG wurde am 18. August 1949 durch Adolf Dassler als Adi Dassler adidas Sportschuhfabrik mit 47 Mitarbeitern gegründet. Noch am selben Tag ließ Dassler ein Schuhmodell patentieren und drei parallele Streifen als Marke eintragen. Beim Namen der Firma handelt es sich um ein Akronym, das sich aus Dasslers Spitznamen Adi und den ersten drei Buchstaben seines Nachnamens zusammensetzt.
Dasslers Fußballschuhe nutzte in den Nachkriegsjahren unter anderem die deutsche Fußballnationalmannschaft, deren Sieg bei der Weltmeisterschaft 1954 in der Schweiz – dem sogenannten Wunder von Bern – die Schuhe mit den drei Streifen und den innovativen Schraubstollen aus dem Hause Adidas schließlich weltbekannt machte.
In der Folge gab Dassler auf Bitten von Nationaltrainer Sepp Herberger bei der Süßener Firma Schwahn mit drei Streifen versehene Sporthosen und Sportanzüge exklusiv für die Fußballnationalmannschaft in Auftrag. Mit dem Aufkauf der Firma Schwahn und einer Zusammenarbeit mit Franz Beckenbauer als Markenbotschafter entstand 1967 mit einem nach dem Fußballspieler benannten Trainingsanzug das erste Bekleidungsstück aus dem Hause Adidas für den Endverbraucher. Seit 1963 produziert Adidas Fußbälle und rüstete seit 1970 jede FIFA Fußball-Weltmeisterschaft mit dem offiziellen Spielball aus. 1986 endete mit dem Azteca México aus Kunststoff die Produktion von Lederfußbällen, seither wird Synthetik-Material verwendet.

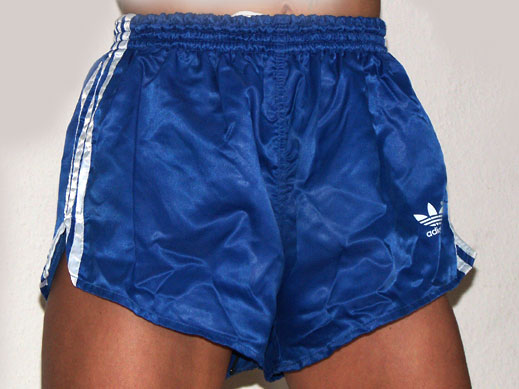
Populäre Adidas-Sporthose der 1970er Jahre

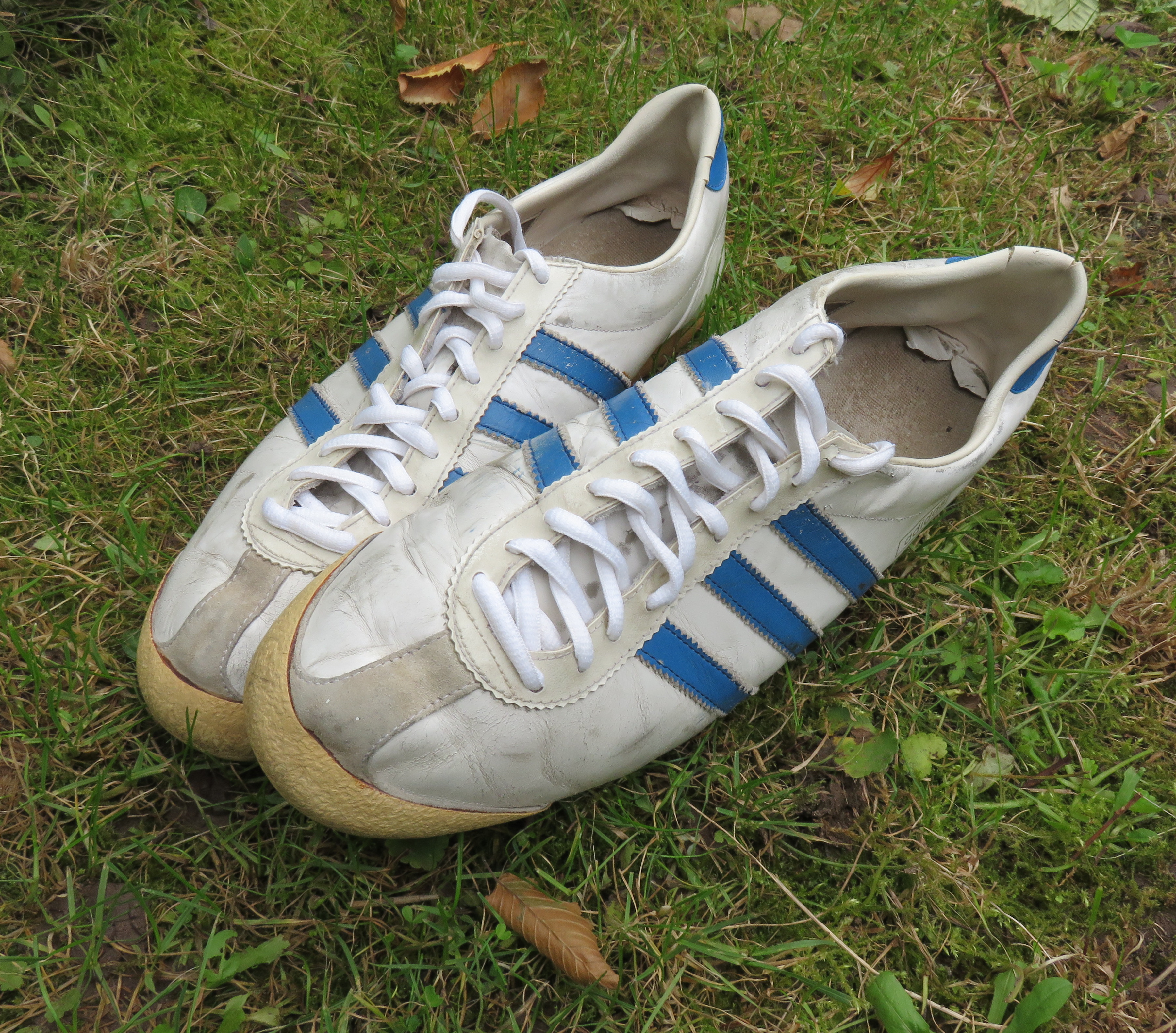
Adidas Rom aus dem Jahr 1970

1960 eröffnete Adolfs Sohn Horst Dassler in Dettwiller eine Adidas-Fabrik. Durch den Zukauf mehrerer anderer elsässischer Fabriken entstand unter seiner Leitung im Lauf der Jahre Adidas France. 1973 wurde deren Sitz in Landersheim etabliert, 2018 erfolgte der Umzug nach Straßburg. Seit 1994 gibt es im Elsass keine Adidas-Produktionsstätten mehr. 1966 erfolgte im Rahmen der Fußball-Weltmeisterschaft 1966 von Frankreich aus eine Zusammenarbeit von Adidas mit der Marke Le Coq Sportif, womit der Einzug in die Textilbranche für Adidas eingeläutet wurde. Weil Le Coq Sportif nach einem Gerichtsbeschluss in Frankreich das Recht auf die Nutzung von drei parallelen Streifen hatte, kaufte Adidas das Unternehmen 1974 auf. Es wurde 1995 abgestoßen.
Die 1972 eingeführte Badesandale adidas adilette Slipper ist bis heute erhältlich. 1965 wurde von Adidas für den französischen Tennisspieler Robert Haillet (1931–2011) ein Tennisschuh aus Leder geschaffen; zuvor hatte man hauptsächlich in Canvas-Schuhen Tennis gespielt. Damit etablierte sich Adidas in der Welt des Tennissports. Nach Haillets Rückzug aus dem Profisport wurde das Schuhmodell ab 1971 leicht modifiziert als Adidas Stan Smith weitergeführt. 1972 nahm Adidas Ilie Năstase für 50.000 Dollar unter Vertrag.
Mit dem Adidas Superstar aus Leder, der 1969 für amerikanische Basketballspieler entwickelt wurde, die zuvor vornehmlich mit Textilschuhen der Marke Chuck Taylor All Star gespielt hatten, hielt Adidas Einzug im Basketballsport. Gleichzeitig trugen die amerikanischen Kunden die Sportschuhe vermehrt auch in ihrer Freizeit, was den Absatz weiter beflügelte.
Weil Adi Dassler die Idee seines Sohnes Horst, in den Bademoden-Markt einzusteigen, unterband, gründete letzterer 1972 über Adidas France die Marke Arena. Arena wurde 1990 verkauft. Horst Dassler hatte Adidas France zuvor zudem die Produktions- und Distributionsrechte für Façonnable gesichert und baute somit ein Textilunternehmen mit Adidas-Bekleidung in Frankreich auf, wohingegen sein Vater dem Thema Adidas-Textilien und insbesondere -Freizeitmode immer noch skeptisch gegenüberstand. Für die Olympischen Sommerspiele 1972 ließ er auf Drängen seiner Frau Käthe allerdings ein Logo entwerfen, das als Dreiblatt/Trefoil bekannt wurde, womit eine Reihe von Bekleidungsartikeln verziert wurden. Das Dreiblatt-Logo wurde als offizielles Unternehmenslogo übernommen und später für alle Bekleidungsprodukte verwendet. Bald machte das Textilgeschäft 40 % der Adidas-Einnahmen aus. Seit 1974 produziert Adidas auch Tennisschläger. 1976 wurde der Trikot-Hersteller Erima aufgekauft. Das Adidas-Sortiment wurde in den Folgejahren stetig erweitert; so kamen Artikel für den Wintersport und den Bergsport hinzu.
Für die Fußball-WM 1974 hatte der nationale Fußballverband der Niederlande KNVB einen Vertrag mit Adidas abgeschlossen. Die Nationalmannschaft spielte in orangefarbenen Trikots, auf den Ärmeln die drei Streifen, das Kennzeichen von Adidas. Johan Cruyff, der Kapitän und Star der Mannschaft, hatte zu dem Zeitpunkt jedoch einen Exklusiv-Vertrag mit dem Rivalen Puma. Puma stattete ihn mit Puma King Boots aus. Cruyff weigerte sich, in einem Adidas-Outfit zu spielen. Daraufhin beauftragte Adidas Erima, eine Sonderanfertigung des niederländischen Trikots herzustellen. Diese Version zierten nur zwei Streifen. Cruyffs Mannschaftskollegen, die Kerkhof-Zwillinge, die ebenfalls einen Vertrag mit Puma abgeschlossen hatten, schlossen sich der Idee Cruyffs an. So wurde das Trikot mit den zwei Streifen bei den Weltmeisterschaften 1974 und 1978 getragen.

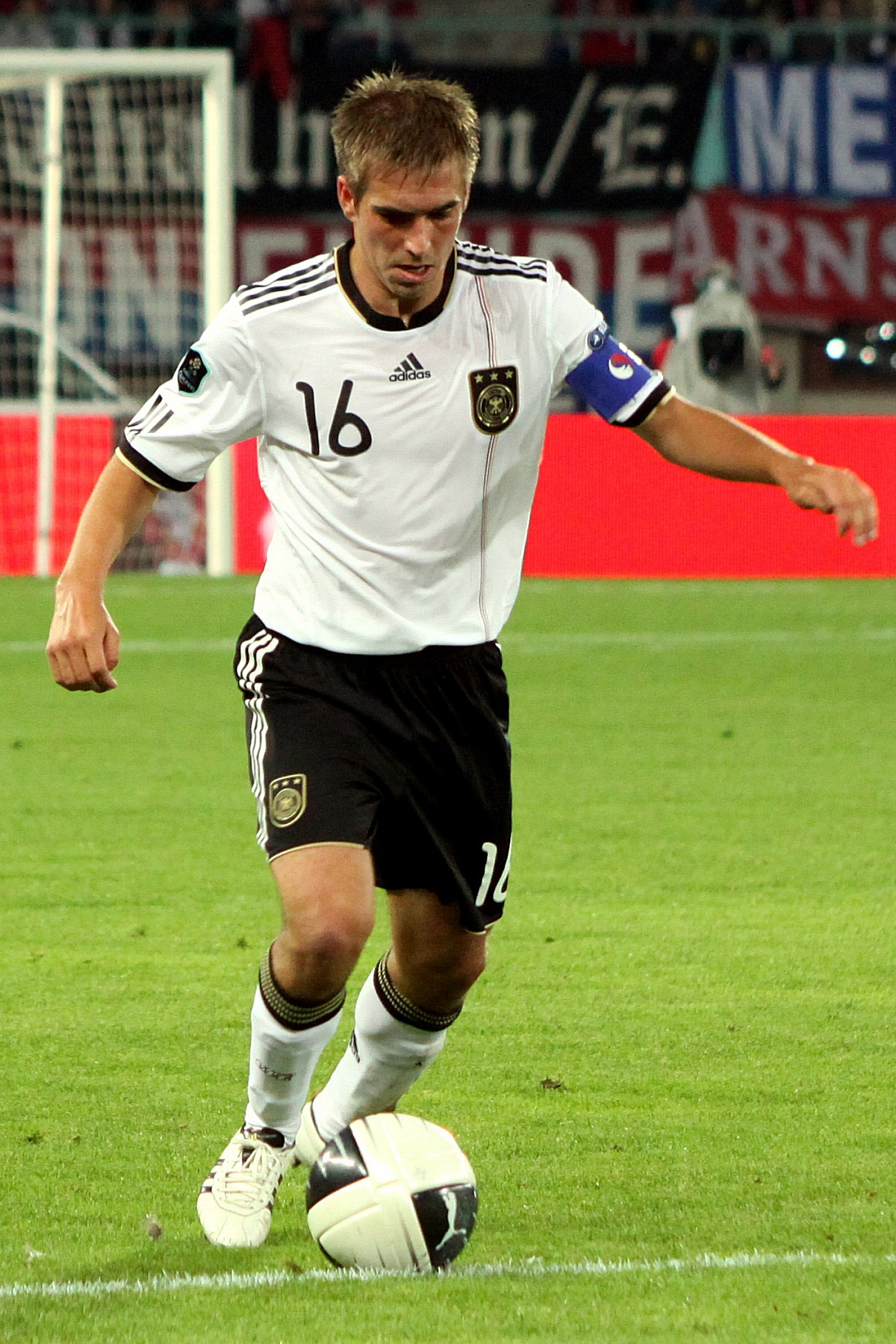
Philipp Lahm im Adidas-Outfit (2011)

Als Adolf Dassler 1978 verstarb, wurde das Unternehmen, das mittlerweile Weltmarktführer für Sportartikel war, von seiner Familie weitergeführt. Seine Frau Käthe übernahm die Geschäftsführung bis zu ihrem Tod 1984. Auf sie folgte ihr Sohn Horst, der den Bereich Lifestyle ausbaute und Adidas-Sneakers im Freizeitmodesegment etablierte. Durch zahlreiche Marketing- und Sponsoring-Aktivitäten baute er die Marke Adidas auf dem Weltmarkt aus. Damals produzierte das Unternehmen etwa 280.000 Paar Sportschuhe täglich, die 60 % des Umsatzes ausmachten und beschäftigte ca. 10.500 Mitarbeiter, davon fast 4.500 in West-Deutschland. Der Umsatz betrug mehr als drei Milliarden D-Mark Umsatz plus über eine Milliarde D-Mark aus Lizenzprodukten. 1985 wurde erstmals ein Herrenparfüm samt Kosmetiklinie von Adidas in Zusammenarbeit mit Margaret Astor (heute mit Coty Inc.) aufgelegt; 1988 folgte ein Damenduft. Seither sind zahlreiche Adidas-Duftwässer erschienen.

### Verkauf und Börsengang
Obgleich die Produktion zunehmend in Niedriglohnländer verlagert wurde, kam Adidas Mitte der 1980er Jahre in eine wirtschaftliche Schieflage; das Familienunternehmen musste für familienfremde Investoren geöffnet werden. 1987 starb Horst Dassler überraschend. Das Unternehmen erbten seine vier Schwestern. Der Rechtsanwalt Albert Henkel übernahm vorübergehend die Geschäftsleitung, bevor er diese an René C. Jäggi abgab. 1989 verlor Adidas die Weltmarktführerschaft an Nike. Adidas hatte unter anderem die Nachfrage nach Jogging- und Running-Artikeln unterschätzt. Im April 1989 erfolgte die Umwandlung in eine Aktiengesellschaft. Im Geschäftsjahr 1989 verzeichnete Adidas einen Jahresverlust von ca. 130 Millionen D-Mark.
Am 7. Juli 1990 verkauften die vier Dassler-Töchter 80 % ihrer Anteile an den französischen Unternehmer Bernard Tapie für 1,6 Milliarden französische Francs, damals etwa 470 Millionen DM. Tapie verkaufte im folgenden Jahr 20 % seiner Anteile an die britische Pentland Group, die wiederum 1992 zunächst ein Übernahmeangebot für Adidas machte, dieses nach Wirtschaftsprüferberichten im Sommer 1992 zurückzog und den 20-Prozent-Anteil schließlich Ende 1992 an Tapie zurückverkaufte. Ende 1992 beauftragte Tapie, der ab 1992 französischer Städte-Minister (Ministre de la Ville) im Kabinett Pierre Bérégovoy war, seine Hausbank Crédit Lyonnais, seine Adidas-Anteile für umgerechnet fast 320 Millionen Euro zu verkaufen. Die staatliche Bank übernahm die Anteile über Tochterfirmen selbst und verkaufte sie 1994 für mehr als das Doppelte (rund 671 Millionen Euro) an den französischen Unternehmer Robert Louis-Dreyfus. Daraus entstand in Frankreich ein Skandal, der die dortigen Gerichte bis 2017 beschäftigte.
1995 wurden die Adidas-Aktien für umgerechnet 1,68 Milliarden Euro an der Börse in Frankfurt platziert. Am 18. März 1996 wurde Adidas in den MDAX und am 19. Juni 1998 in den DAX aufgenommen.
1997 übernahm Adidas den französischen Sportartikelhersteller Salomon für 2,4 Milliarden DM, fortan nannte sich das Unternehmen Adidas-Salomon. Damit einher ging der Erwerb des amerikanischen Golfausrüsters TaylorMade, den Salomon 1984 gekauft hatte. Der Zusammenschluss mit dem vorwiegend auf Wintersport fokussierten Unternehmen Salomon sollte die Bandbreite des Adidas-Sortiments erhöhen, allerdings erwies sich die Akquisition als verlustreiches Geschäft. Dennoch wird Louis-Dreyfus, der während seiner Amtszeit den Adidas-Konzern komplett umbaute, einen Großteil der Adidas-Manager austauschte, die Marketingaktivitäten ausbaute und die Produktion in Niedriglohnländer verlegte, zugutegehalten, das einst defizitäre Unternehmen in einen erfolgreichen Global Player verwandelt zu haben. Robert Louis-Dreyfus übergab seinen Posten 2001 an Herbert Hainer, einen Adidas-Mitarbeiter seit 1987. Salomon wurde 2005 für 485 Millionen Euro an Amer Sports abgestoßen. Adidas behielt allerdings zunächst die TaylorMade-Sparte (2017 veräußert), welche wiederum 2008 die amerikanischen Golfmarken Adams Golf und Ashworth aufkaufte.

### Reebok-Übernahme

Reebok-Logo von 2014 bis 2019

Mit den Veräußerungsplänen von Salomon ging der Zusammenschluss mit dem Konkurrenten Reebok einher, mit dem Ziel, dem Weltmarktführer Nike näher zu kommen. Am 31. Januar 2006 wurde die Akquisition von Reebok International Ltd. abgeschlossen. Reebok-Aktionäre erhielten pro Aktie 59 US-Dollar in bar. Der Wert der Transaktion betrug rund 3,1 Milliarden Euro. Herbert Hainer blieb Vorstandsvorsitzender der neuen Adidas-Gruppe, während Paul Fireman von seiner Position als CEO der Reebok International Ltd. zurücktrat und als Hainers Berater tätig war. Teil der Reebok-Übernahme waren auch die Golfmarke Greg Norman Collection, die Adidas noch im Oktober 2006 an die MacGregor Golf Company verkaufte, der Eishockey- und Inlineskatingartikel-Hersteller CCM Hockey und der Straßenschuh-Hersteller Rockport, den Reebok 1986 erworben hatte. Adidas verkaufte Rockport 2015 an die Beteiligungsgesellschaft Berkshire Partners aus Boston und New Balance. CCM Hockey wurde 2017 an die kanadische Beteiligungsgesellschaft Birch Hill Equity Partners verkauft.
Adidas hatte bisher im Gegensatz zu Reebok keinen großen Marktanteil im Sportschuhgeschäft in den USA. In Europa war das Verhältnis der Marktpositionen beider Hersteller umgekehrt, dort war Reebok in einer schwächeren Marktposition. Mit der Fusion wollte Adidas Marktanteile am Sportschuhgeschäft gewinnen und seine Position gegenüber dem Weltmarktführer Nike, der 2005 einen Umsatz von 11,6 Milliarden Euro vorweisen konnte, stärken.
Herbert Hainer räumte im Interview mit der Süddeutschen Zeitung Ende Dezember ein, dass es sich bei Reebok um einen Sanierungsfall handelt. Der Umsatz von Reebok in den ersten drei Quartalen des Jahres 2007 war kontinuierlich zurückgegangen. Am 12. August 2021 wurde über den Verkauf von Reebok an die Authentic Brands Group informiert, der zu einem Preis von 2,1 Mrd. Euro erfolgen sollte und zum 28. Februar 2022 abgeschlossen wurde.

## Adidas als Marke

Dreiblatt/Trefoil-Logo (seit 1971)

Adidas-Performance-Logo (seit 2022)

Adidas-Style-Logo (seit 2002)

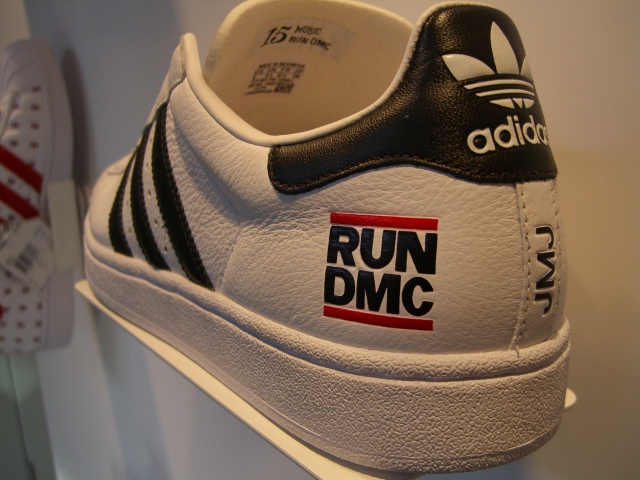
Run-D.M.C. machte Adidas-Produkte zu ihrem Markenzeichen.

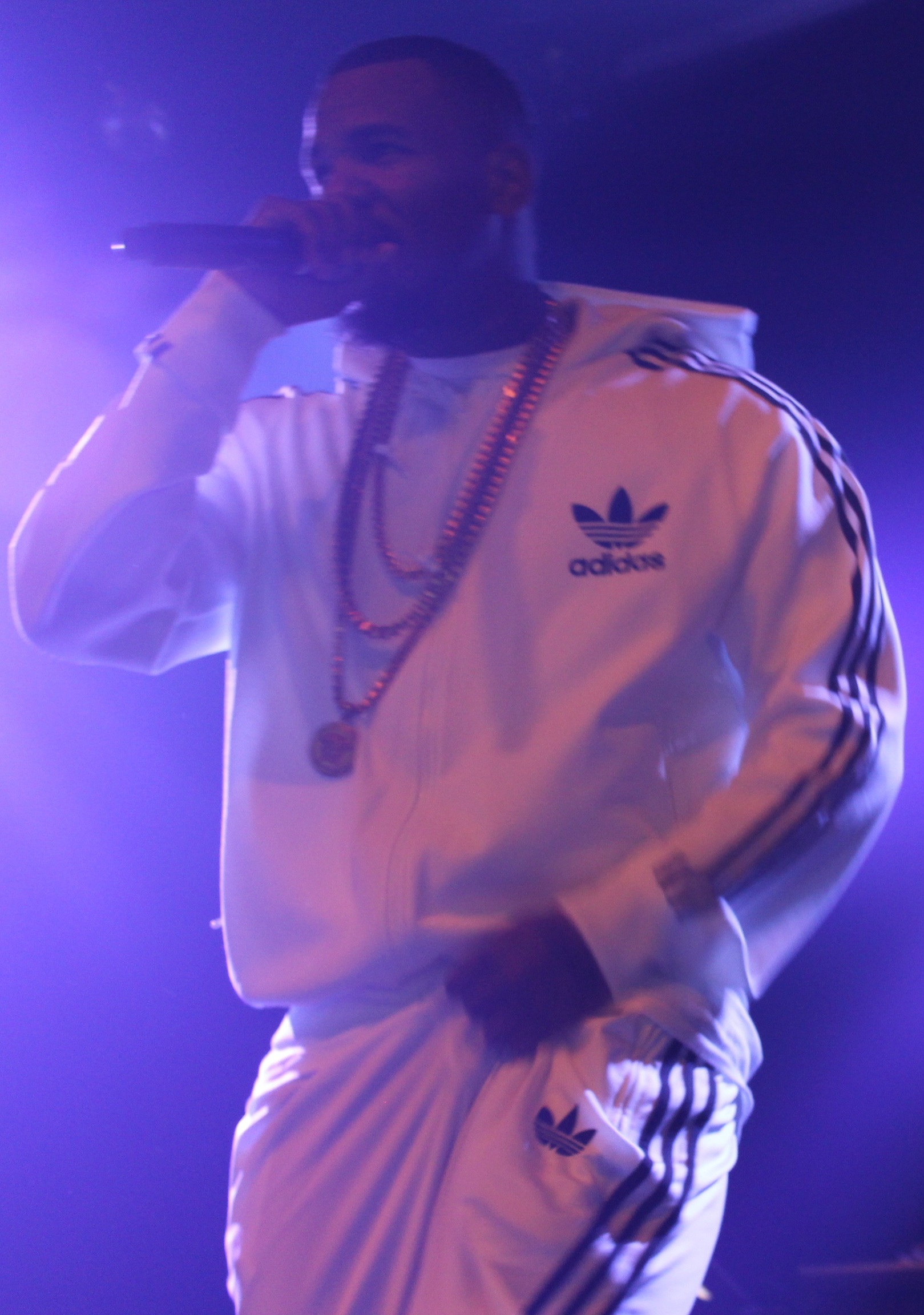
The Game im Adidas-Trainingsanzug (2013)

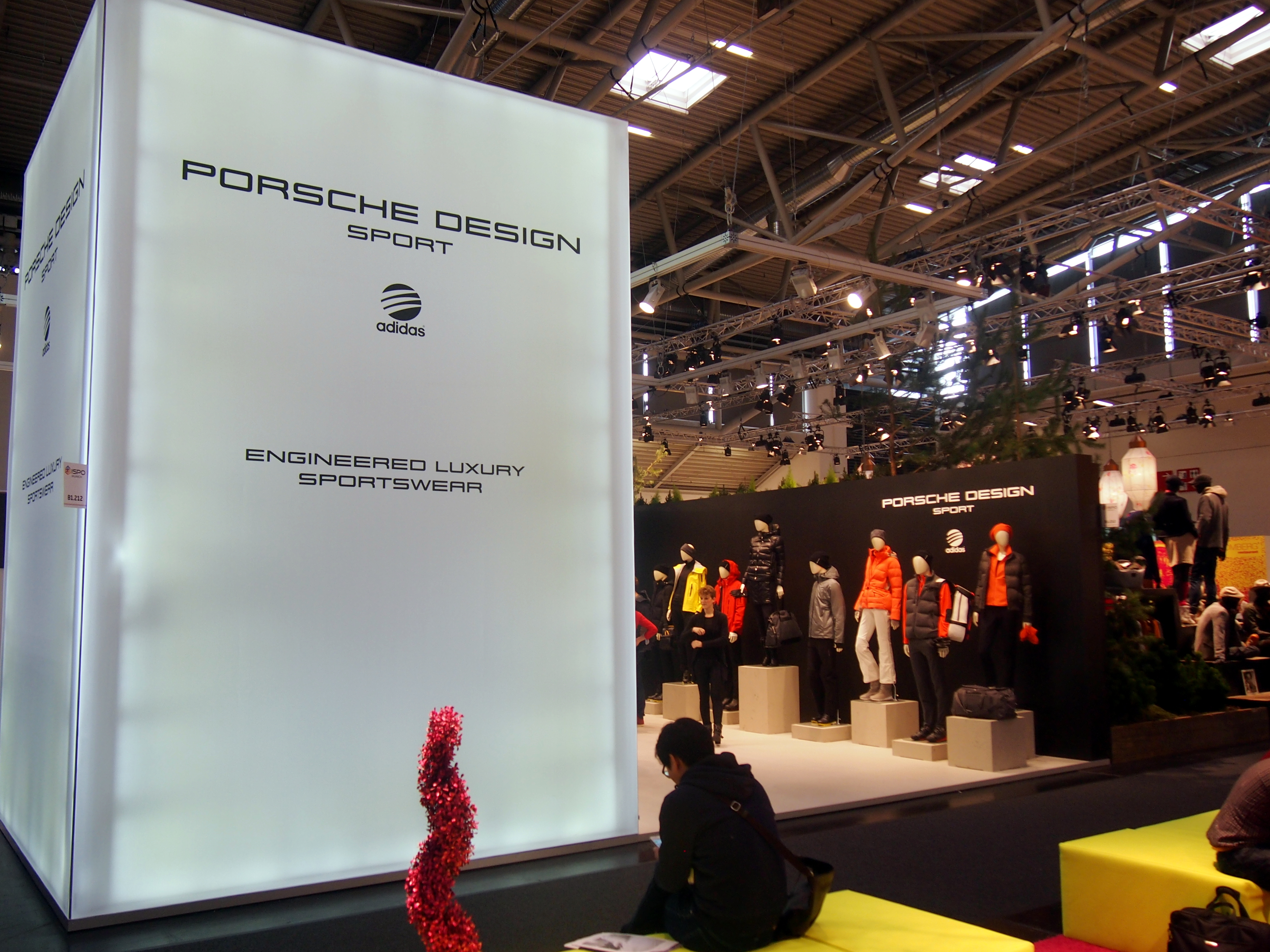
Porsche Design Sport auf der ISPO 2014

### Markenzeichen
Adidas kann in Deutschland einen Markenbekanntheitsgrad von 99 % vorweisen. In einer Onlineumfrage der Splendid Research GmbH aus 2017 gaben 36,5 % der 1014 Teilnehmer aus Deutschland an, Adidas-Sportbekleidung am liebsten zu tragen – der höchste Wert einer Marke, gefolgt von Nike mit 24,5 %. Das bekannteste Adidas-Markenzeichen sind seit den Anfangsjahren drei parallele Streifen: „Drei vertikale, parallel verlaufende Streifen gleicher Breite, die seitlich an Sport- und Freizeitbekleidung angebracht werden und in einer mit der Grundfarbe dieser Kleidungsstücke kontrastierenden Farbe ausgeführt sind“ machen diese Bildmarke aus. Ein weiteres Markenzeichen ist seit 1971 das Logo mit den drei Blättern namens Trefoil/Dreiblatt, das den olympischen Geist symbolisieren soll, der die drei Kontinentalplatten verbindet. 1990 wurde ein weiteres Logo in Form von drei schräg ausgerichteten, ein Dreieck formenden, breiten schwarzen Streifen, die einen stilisierten Berg darstellen, für den Bereich Performance kreiert. Mit dem Zusatz „Equipment“ entstand daraus 1991 eine eigene Untermarke. 2002 etablierte Adidas ein neues Logo in Form eines von drei Streifen durchzogenen Globus für den Unternehmensbereich Style. 2006 kam das bislang letzte neue Logo hinzu: drei horizontal-parallele Streifen links von der Wortmarke adidas.
Nach einem rechtskräftigen Urteil des OLG Düsseldorf vom 28. Mai 2024 darf auch die Sportartikelkonkurrenz bestimmte Hosen mit drei Streifen an der Seiten-Naht in Verkehr bringen, da nicht jedes seitlich angebrachte Streifenmuster, unabhängig von seiner konkreten Ausgestaltung und der sonstigen Gestaltung des Kleidungsstücks, dem Unternehmen Adidas zugeordnet werden könne. Bei der Prüfung müssen sowohl die konkrete Streifengestaltung als auch die weiteren Zeichen berücksichtigt werden.

### Markenrecht
Adolf Dassler hatte zunächst auf seinen Sportschuhen seitlich schmale Lederstreifen zur Verstärkung angebracht und schließlich festgestellt, dass seine Schuhe durch diese drei Streifen von der Ferne gut als solche erkennbar waren. 1949 ließ er die drei Streifen markenrechtlich schützen. Im Rahmen der Olympischen Sommerspiele 1952 bemerkte Dassler, dass die finnische Sportmarke Karhu ebenso Streifen auf ihren Sportschuhen anbrachte. Daraufhin kaufte er dem Unternehmen das Recht auf die Verwendung von drei Streifen ab.
Seither geht Adidas konsequent gegen andere Firmen vor, die drei Streifen auf ihren Produkten platzieren. Überdies verklagte Adidas auch einige Firmen in Europa, um ihnen zu verbieten, Kleidung mit zwei Streifen als Design-Element herzustellen. Die Begründung dafür war, dass die Ähnlichkeit mit dem geschützten Markenzeichen von Adidas zu Verwechslungen führen könne. Größere Marken pochten bis zur letzten Instanz auf ihre Streifen – in unteren Instanzen zum Teil mit Erfolg. Bereits im Jahr 2000 hatte der Bundesgerichtshof festgestellt, dass einer „bekannten oder gar berühmten Marke“ wie Adidas „ein weitergehender Schutz gegen Verwechslungen zuerkannt“ werde als anderen Marken, wenngleich die Verwendung von zwei Streifen durch andere Unternehmen nicht generell verboten werden könne. Bereits ab Ende der 1990er Jahre hatte Adidas zudem niederländische Firmen wie Marca Mode, C&A, H&M, Fitness World Trading und Vendex in den Niederlanden vor Gericht gebracht, weil sie zwei Streifen auf ihren Produkten verwendet hatten. Die Verfahren landeten vor dem Europäischen Gerichtshof (EuGH) in Luxemburg. Dieser sah 2003 zunächst keinen Handlungsbedarf, verwies die Angelegenheit allerdings 2008 zurück an die nationalen Gerichte, um klären zu lassen, ob der Durchschnittsverbraucher im Einzelfall auch zwei parallele Streifen mit Adidas in Verbindung bringe. Der Gerichtshof der Europäischen Union (CVRIA) entschied 2015, dass der belgische Sportartikelhersteller Shoe Branding Europe BVBA die zwei Streifen nicht verwenden dürfe, nachdem dieser 2009 vom EU-Markenamt dafür gegen Adidas’ Widerstand ein Patent erhalten hatte. Der von Shoe Branding Europe im Anschluss angerufene EuGh schloss sich dem Entscheid des CVRIA 2016 an. Somit darf außer Adidas ein anderes Unternehmen grundsätzlich keine drei parallelen Streifen und im Einzelfall auch keine zwei parallelen Streifen als Erkennungsmerkmal verwenden.
Bis heute verwendet Adidas den Slogan „Die Marke mit den 3 Streifen“, der mitunter (auch auf Englisch und Französisch: „The brand with the 3 stripes“, „La marque aux 3 bandes“) an den Produkten selbst, wie bspw. auf der Zunge der Sportschuhe, angebracht wird.

### Emblem und Olympische Spiele
In einem Streit um die Größe des Herstellerlogos bei der Platzierung auf Olympia-Athletenkleidung entschied das Internationale Olympische Komitee (IOC), dass Adidas seine Streifen künftig nicht auffälliger präsentieren darf als die Konkurrenz ihre Logos. Erlaubt sind lediglich 20 Quadratzentimeter auf der Sportlerkleidung. Die Konkurrenten Nike und Puma monierten zusammen mit dem Weltverband der Sportartikelindustrie, dass das Adidas-Logo auffälliger präsentiert werde. Adidas begründete dies damit, dass die Streifen kein Markenzeichen, sondern ein Designelement seien. Für die Olympischen Sommerspiele 2004 in Athen bekam Adidas noch einmal eine Ausnahmegenehmigung. Das IOC begründete seine Entscheidung damit, dass man ein Übermaß an Firmenwerbung auf der Sportlerkleidung vermeiden müsse, und dass alle Hersteller gleich zu behandeln seien. Adidas kündigte jedoch trotz der Vorkommnisse an, weiterhin seiner „Tradition als olympische Marke“ treu zu bleiben.

### Marken-Image und Kollektionen

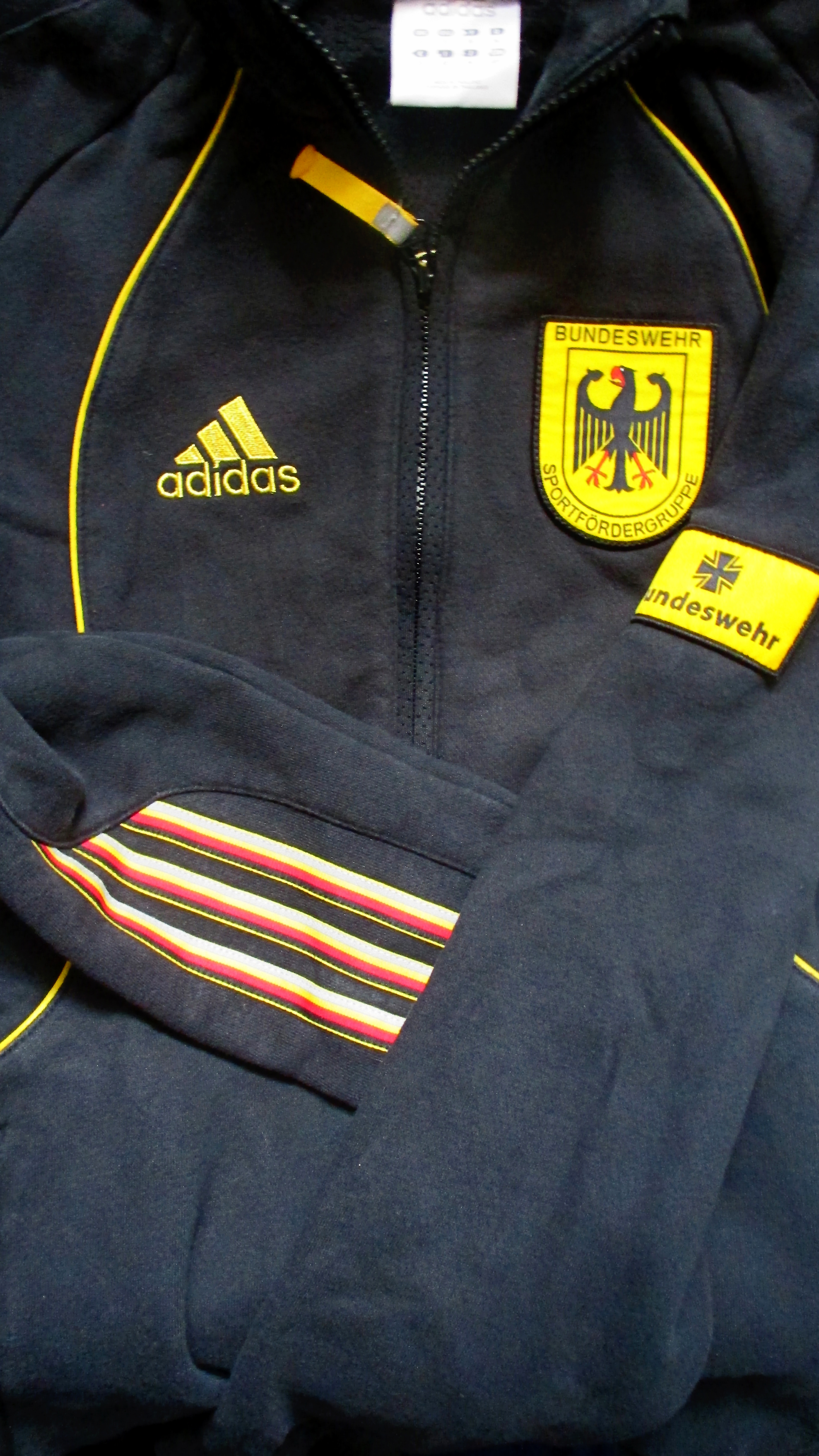
Bundeskader – Sportfördergruppe der Bundeswehr – Trainingsanzug der Bundeswehr – Frauen

Anfang der 1990er Jahre verhalfen die Sängerin Madonna und später auch Athleten wie z. B. David Beckham oder Jelena Issinbajewa den drei Streifen zum Erfolgsmarkenzeichen. Schon vorher hatte die Band Run-D.M.C. im Jahre 1986 mit My Adidas dem in der Rapszene sehr beliebten Modell Superstar ein musikalisches Denkmal gesetzt. Die Rockgruppe Korn, die in den ersten Jahren ihrer Karriere in Adidas-Anzügen auftrat, hatte den Song a.d.i.d.a.s. veröffentlicht.
1984 präsentierte Adidas den MicroPacer, ein digitaler LCD-Mikrocomputer in der Zunge von Sportschuhen, der die Funktionen von Schrittzähler, Stoppuhr und Kalorienzähler vereinte. 1989 wurde die Torsion-Technologie eingeführt, die zur Stabilisierung des Trägers in den Schuhen beitrug. Seit 1991 gibt es in Lizenz-Zusammenarbeit mit dem Unternehmen Silhouette unter dem Namen adidas Sport eyewear Brillen und Sportbrillen von Adidas.
1995 stellte Adidas den deutschen Modeschöpfer Michael Michalsky an, der von 2000 bis zu seinem Ausscheiden 2006 als Global Creative Director des Konzerns fungierte. 1997 wurden die Adidas Originals mit Neuauflagen berühmter Adidas-Schuhmodelle, etwa dem Stan Smith Superstar, und -Textilien lanciert. Seither wird das Dreiblatt-Logo ausschließlich für diese Originals-Reihe genutzt, für die Adidas weltweit eigene Ladengeschäfte unterhält. Im Bereich Style wurden ab Anfang der 2000er Jahre hochmodische Artikel aus den Zusammenarbeiten mit dem japanischen Designer Yohji Yamamoto (Y-3 seit 2002), der britischen Designerin Stella McCartney (adidas by Stella McCartney seit 2005), die beide unter Michalskys Leitung ins Leben gerufen worden waren, oder Porsche Design (Porsche Design Sport, 2007–2018) zusammengefasst. Mode der Marke Y-3 wird bei den Modenschauen in Paris und New York vorgeführt, wo sich Yamamoto selbst zum Schlussapplaus auf dem Laufsteg zeigt. 2016 wurde die Y-3-Kollektion um die Y-3 Sport Linie ergänzt.
Seit 2008 arbeitet Adidas mit wiederkehrenden Sonderkollektionen für Adidas Originals mit dem amerikanischen Designer Jeremy Scott zusammen, der für Adidas neben Mode und Schuhen auch ein Parfüm entwarf. Seit 2014 existiert eine Zusammenarbeit mit dem amerikanischen Künstler Pharrell Williams. Seit 2005 besteht eine Kooperation mit dem amerikanischen Sänger Kanye West, woraus die Yeezy-Modekollektion entstand. Darüber hinaus bestehen unter der Rubrik „adidas by“ Zusammenarbeiten über hochpreisige Bekleidung und Schuhe mit den Designern Raf Simons (seit 2013), Rick Owens (von 2014 bis Ende 2017) und Yohji Yamamoto (seit 2001) sowie der japanischen Designermarke Kolor (seit 2015). Zudem existiert für die Originals-Serie seit 2016 eine Zusammenarbeit mit Alexander Wang.
2009 legte Adidas mit dem Designer Alexander Schaper für den Unternehmensbereich Style die SLVR-Modelinie auf. Die SLVR-Kollektionen zeichnete modisch-experimentelles und funktionales Design aus, das in eigens eröffneten SLVR-Flagship-Stores unter anderem in Berlin, Los Angeles, New York und Miami angeboten wurde. SLVR wurde 2014 eingestellt.
2008 lancierte Adidas die Marke micoach als interaktives Fitness-System mit Webseite, App, Messgeräten, einem Samsung-Handy (SGH-F110) und passender Bekleidung. Micoach wurde im Zuge des Erwerbs für 220 Millionen Euro von Runtastic durch Adidas im Jahr 2015 aufgegeben. 2010 stellte Adidas für den Bereich Style den deutschen Designer Dirk Schöneberger ein, der seit 2015 als Kreativdirektor alle Adidas-Sparten leitet. Ende 2011 kaufte Adidas den amerikanischen Outdoor-Ausrüster Five Ten für 25 Millionen Dollar auf, der als eigenständige Marke im Konzern verbleibt. 2012 wurde Adidas Neo als jugendliche Schuhmarke ins Leben gerufen; 2016 wurde Adidas Athletics aufgelegt.
Die Sportfördergruppe der Deutschen Bundeswehr wurde zeitweise mit Trainingsanzügen von Adidas ausgerüstet.

### Kollektionen
Kernmarken
- Adidas Originals – modische Freizeit-Sportkollektion für Damen, Herren und Kinder mit Kleidung, Sneakern und Accessoires; darunter Zusammenarbeiten mit Kanye West (Yeezy), Pharrell Williams, Jeremy Scott und anderen
- Adidas Performance – funktionale Sportkollektionen für Damen, Herren und Kinder mit Kleidung, Schuhen und Accessoires, unterteilt in zahlreiche Sportarten wie Fußball, Jogging, Golf, Basketball, Tennis etc.
- Adidas Skateboarding – jugendliche Skater-Kollektion für Damen und Herren mit Kleidung, Schuhen und Accessoires
- Adidas Athletics – Athleisure-Kollektion für Damen, Herren und Kinder mit modisch-funktionaler Sportbekleidung, ausgewählten Schuhen sowie Accessoires
- Adidas by Stella McCartney – Sportkollektion für Damen mit Kleidung, Schuhen und Accessoires in Zusammenarbeit mit Stella McCartney

Designermarken
- Y-3 – avantgardistische Sportswear-Kollektion für Damen und Herren im oberen Preissegment in Zusammenarbeit mit Yohji Yamamoto
- Porsche Design Sport by Adidas – modische Sportkollektion für Herren mit Kleidung, Schuhen und Accessoires in Zusammenarbeit mit Porsche Design (2007 – 2018; seither Porsche Design by Puma)
- Adidas by … – Zusammenarbeiten mit bekannten Designern bzw. Designermarken
  - Adidas by Yohji Yamamoto – Unisex-Kollektion mit Sneakern für Damen und Herren im gehobenen Preissegment in Zusammenarbeit mit Yohji Yamamoto
  - Adidas by Kolor – Sportkollektion für Damen und Herren mit Kleidung, Schuhen und Accessoires in Zusammenarbeit mit Kolor
  - Adidas by Raf Simons – Unisex-Kollektion mit Sneakern für Damen und Herren im gehobenen Preissegment in Zusammenarbeit mit Raf Simons

### Bekannte Modelle

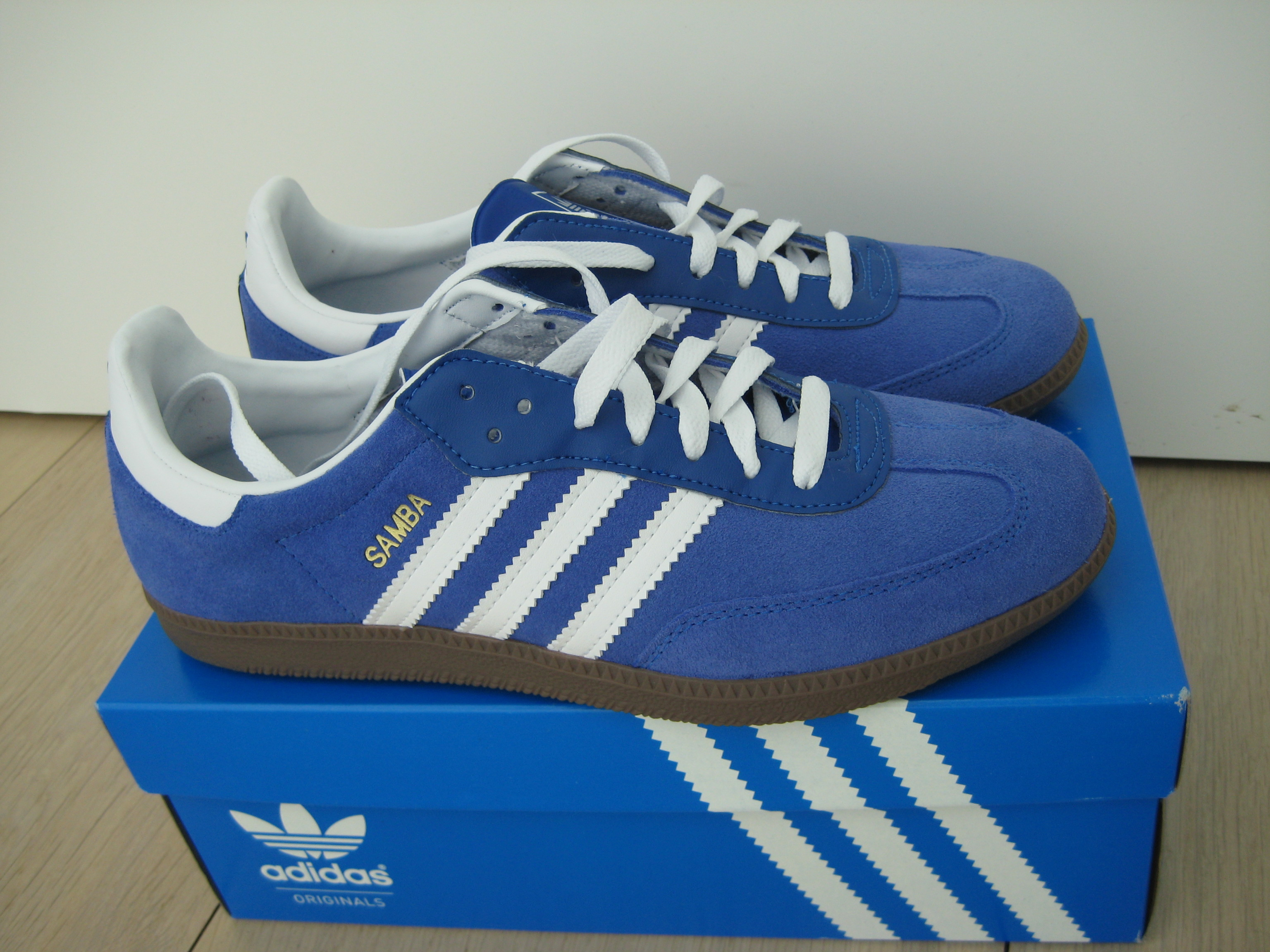
Adidas Samba samt Originals-Verpackung

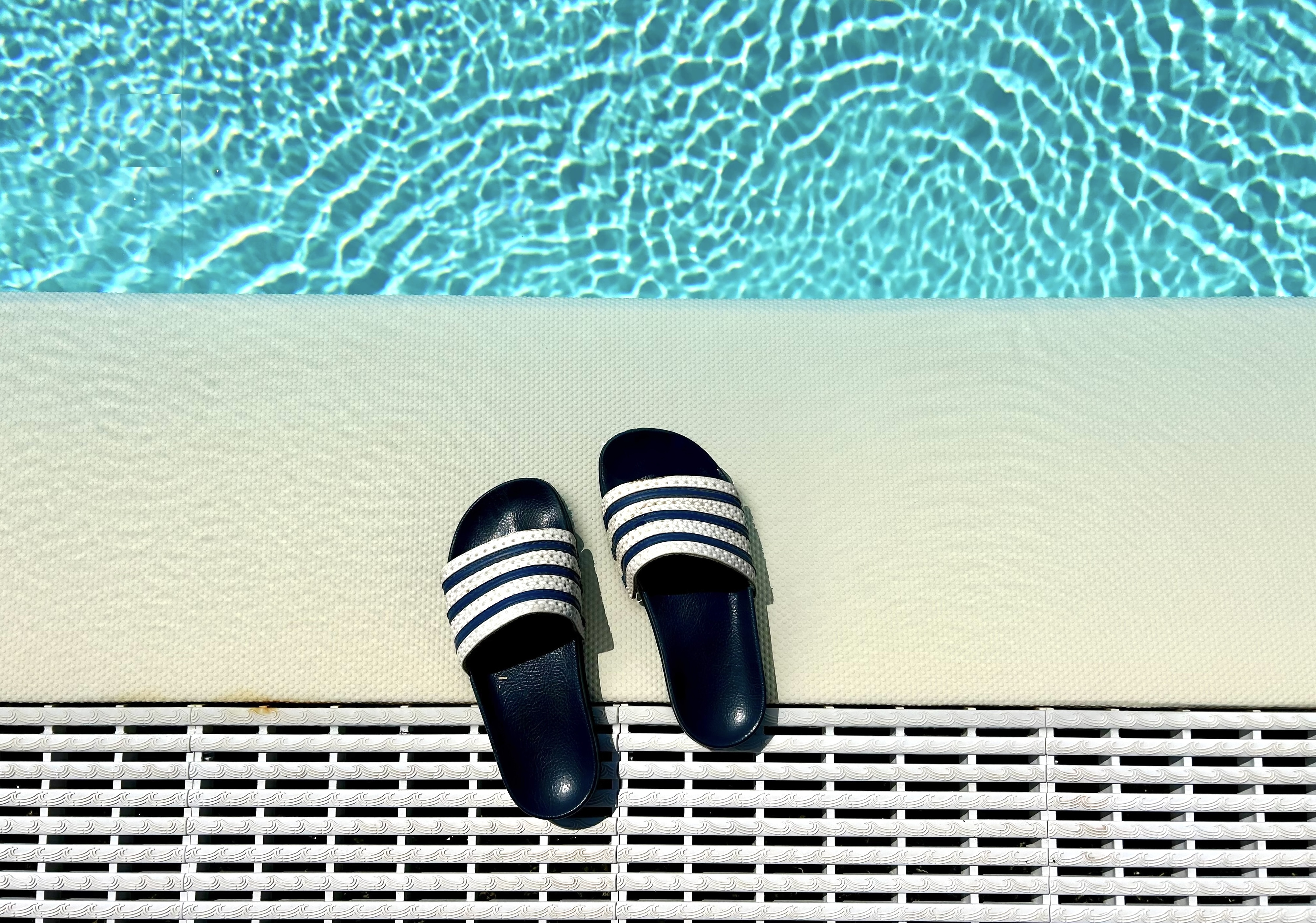
Adiletten

Besonders in den 1970er und 1980er Jahren gab es diverse Schuhmodelle, die zu jener Zeit Kultstatus besaßen. Hier sind zunächst die Leinenschuhe Nizza und Adria zu nennen, ferner der weiße Lederturnschuh Rom mit den blauen Streifen. Später (ca. 1984) folgte der Leinenstiefel Spirit, der bereits die Zeit der Pastellfarben einläutete. Ab 1985 kamen dann die Modelle Lucy, Twister, Jolly und Sweety auf den Markt, die ebenfalls in diversen Pastellfarben erhältlich waren und eine heute kaum mehr bekannte Verbreitung erzielten. Sie waren noch nicht so hoch entwickelt wie die heutigen Sportschuhe, aber doch extrem leicht und bequem, weshalb sie neben den modischen Farben so beliebt waren. Gängige Farben waren u. a. hellgelb, hellblau, zartrosa und weiß. Mit dem Ende der Pastell-Ära verschwanden die Schuhe dann ab 1987 zunehmend von den Straßen und aus den Sporthallen. Heute sind die Schuhe dieser Ära fast nicht mehr anzutreffen und auch im Zuge der Retrowelle kam es noch nicht zu einer Neuauflage dieser Modelle.

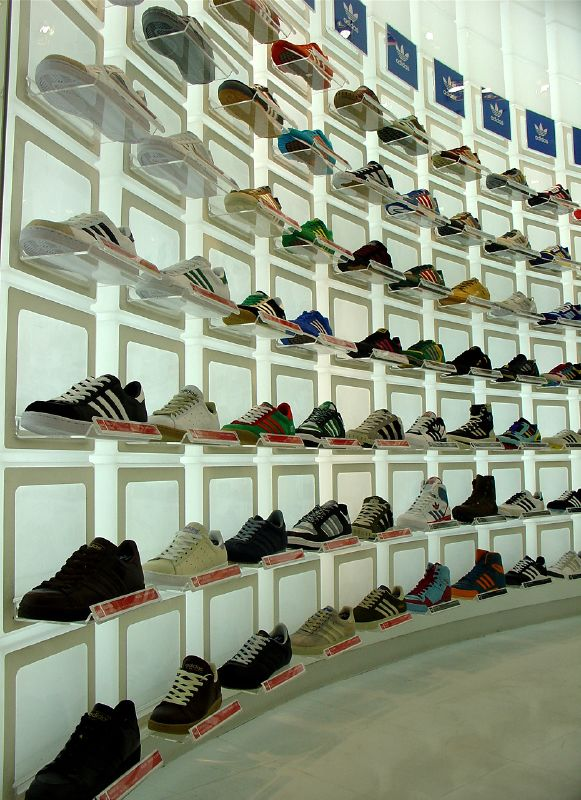
Adidas-Filiale in Tokio

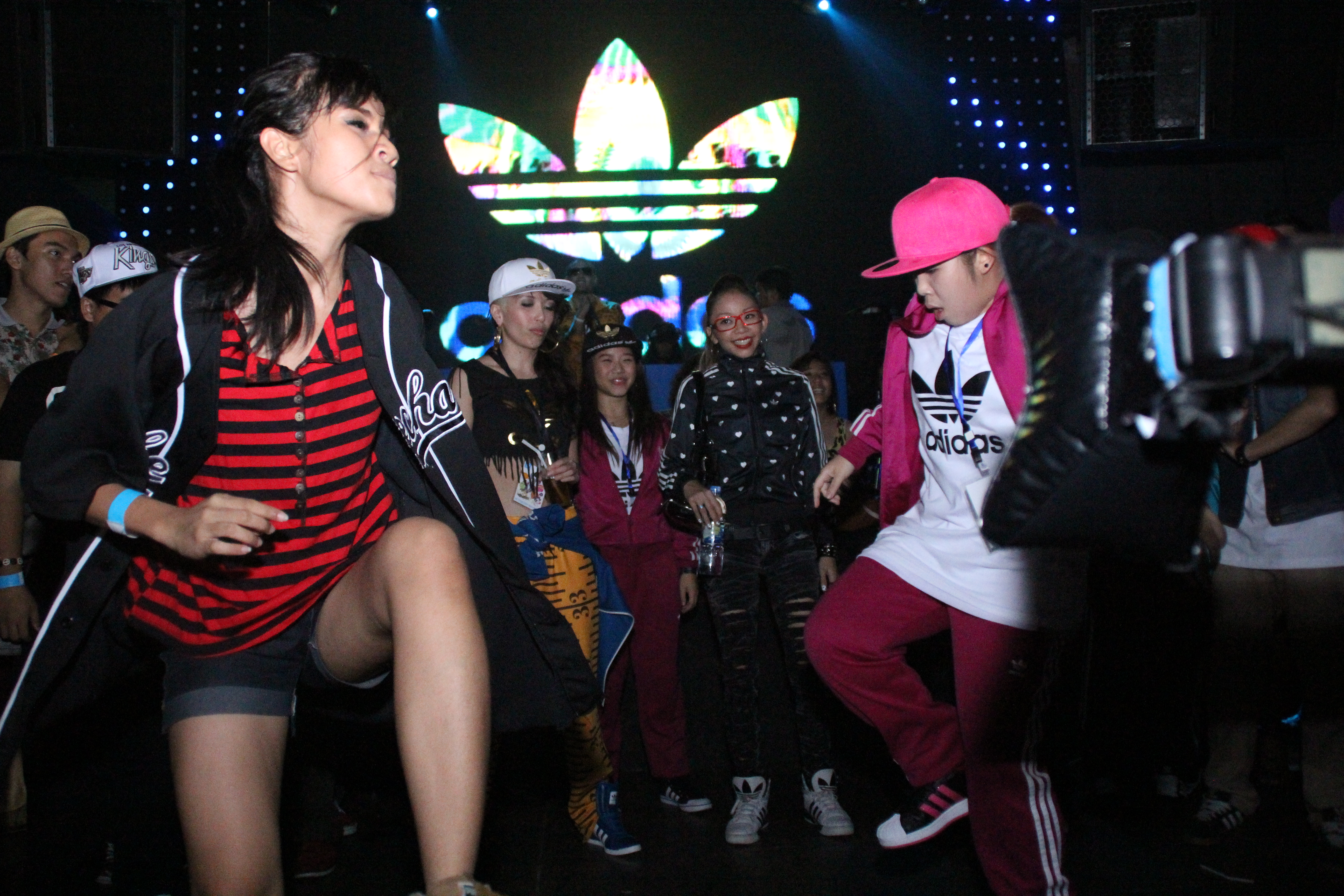
Breathe & Stop-Tour, Bangkok (2011)

Weitere bekannte Modelle aus den 1980er Jahren sind: Allround, Attitude, Country, Ewing, Copa Mundial, Gazelle, Grand Prix, Handball Spezial, Jeans, Malibu, Marathon, Master, Match, Orion, Player, Rivalry, Samba, Titan, Trophy und Vienna.

### Bundesliga-Spielball
Zur Saison 2010/11 wurde für die 1. und 2. Fußball-Bundesliga erstmals ein einheitlicher Spielball eingeführt. Mit dem Modell Torfabrik stellte Adidas von 2010 bis 2018 den offiziellen Spielball, der zur Saison 2018/19 vom Brillant APS des Herstellers Derbystar abgelöst wurde. Im März 2025 gab die DFL bekannt, dass ab der Saison 2026/27 erneut Adidas den Spielball für die 1. und 2. Bundesliga stellt. Der Vertrag läuft zunächst über vier Jahre bis 2030.

## Adidas-Gruppe

### Struktur
Bis in die späten 1990er Jahre wurden die Adidas-Segmente in die beiden Hauptbereiche Schuhe sowie Textilien/Accessoires unterteilt. 2002 erfolgte die Untergliederung in Sport Performance, Sport Heritage (Adidas Originals) und Sport Style (Y-3, Stella McCartney). Diese wurden 2007 auf Sport Performance und Sport Style (Adidas Originals, Y-3, Stella McCartney, Porsche Design (2007–2018), Adidas NEO etc.) reduziert. Seit der Übernahme bildet Reebok einen eigenen Bereich. 2017 verkaufte Adidas die komplette TaylorMade-Golfsparte samt der Marken Adams Golf und Ashworth für 425 Millionen Dollar an KPS Capital Partners.
Das folgende Organigramm zeigt die Adidas-Sparten bis 2007 im Überblick:
|                          |                          |                          |                          |                          |                          |  |  |                       |                       |                       |                       |                       |                       |  |  |                    |                    |                    |                    | Adidas-Gruppe        |                      |                      |                      |                      |                      |            |            |            |            |  |  |             |             |                        |                        |                        |                        |                        |                        |          |          |          |          |          |          |  |  |            |            |            |            |            |            |  |  |  |  |  |  |  |  |  |  |  |  |  |  |  |  |  |  |
|                          |                          |                          |                          |                          |                          |  |  |                       |                       |                       |                       |                       |                       |  |  |                    |                    |                    |                    |                      |                      |                      |                      |                      |                      |            |            |            |            |  |  |             |             |                        |                        |                        |                        |                        |                        |          |          |          |          |          |          |  |  |            |            |            |            |            |            |  |  |  |  |  |  |  |  |  |  |  |  |  |  |  |  |  |  |
|                          |                          |                          |                          |                          |                          |  |  |                       |                       |                       |                       |                       |                       |  |  |                    |                    |                    |                    |                      |                      |                      |                      |                      |                      |            |            |            |            |  |  |             |             |                        |                        |                        |                        |                        |                        |          |          |          |          |          |          |  |  |            |            |            |            |            |            |  |  |  |  |  |  |  |  |  |  |  |  |  |  |  |  |  |  |
|                          |                          |                          |                          |                          |                          |  |  | Adidas                | Adidas                | Adidas                | Adidas                | Adidas                | Adidas                |  |  |                    |                    |                    |                    | Reebok International | Reebok International | Reebok International | Reebok International | Reebok International | Reebok International |            |            |            |            |  |  |             |             | TaylorMade-Adidas Golf | TaylorMade-Adidas Golf | TaylorMade-Adidas Golf | TaylorMade-Adidas Golf | TaylorMade-Adidas Golf | TaylorMade-Adidas Golf |          |          |          |          |          |          |  |  |            |            |            |            |            |            |  |  |  |  |  |  |  |  |  |  |  |  |  |  |  |  |  |  |
|                          |                          |                          |                          |                          |                          |  |  | Adidas                | Adidas                | Adidas                | Adidas                | Adidas                | Adidas                |  |  |                    |                    |                    |                    | Reebok International | Reebok International | Reebok International | Reebok International | Reebok International | Reebok International |            |            |            |            |  |  |             |             | TaylorMade-Adidas Golf | TaylorMade-Adidas Golf | TaylorMade-Adidas Golf | TaylorMade-Adidas Golf | TaylorMade-Adidas Golf | TaylorMade-Adidas Golf |          |          |          |          |          |          |  |  |            |            |            |            |            |            |  |  |  |  |  |  |  |  |  |  |  |  |  |  |  |  |  |  |
|                          |                          |                          |                          |                          |                          |  |  |                       |                       |                       |                       |                       |                       |  |  |                    |                    |                    |                    |                      |                      |                      |                      |                      |                      |            |            |            |            |  |  |             |             |                        |                        |                        |                        |                        |                        |          |          |          |          |          |          |  |  |            |            |            |            |            |            |  |  |  |  |  |  |  |  |  |  |  |  |  |  |  |  |  |  |
| Adidas Sport Performance | Adidas Sport Performance | Adidas Sport Performance | Adidas Sport Performance | Adidas Sport Performance | Adidas Sport Performance |  |  | Adidas Sport Heritage | Adidas Sport Heritage | Adidas Sport Heritage | Adidas Sport Heritage | Adidas Sport Heritage | Adidas Sport Heritage |  |  | Adidas Sport Style | Adidas Sport Style | Adidas Sport Style | Adidas Sport Style | Adidas Sport Style   | Adidas Sport Style   |                      |                      | TaylorMade           | TaylorMade           | TaylorMade | TaylorMade | TaylorMade | TaylorMade |  |  | Adidas Golf | Adidas Golf | Adidas Golf            | Adidas Golf            | Adidas Golf            | Adidas Golf            |                        |                        | Ashworth | Ashworth | Ashworth | Ashworth | Ashworth | Ashworth |  |  | Adams Golf | Adams Golf | Adams Golf | Adams Golf | Adams Golf | Adams Golf |  |  |  |  |  |  |  |  |  |  |  |  |  |  |  |  |  |  |

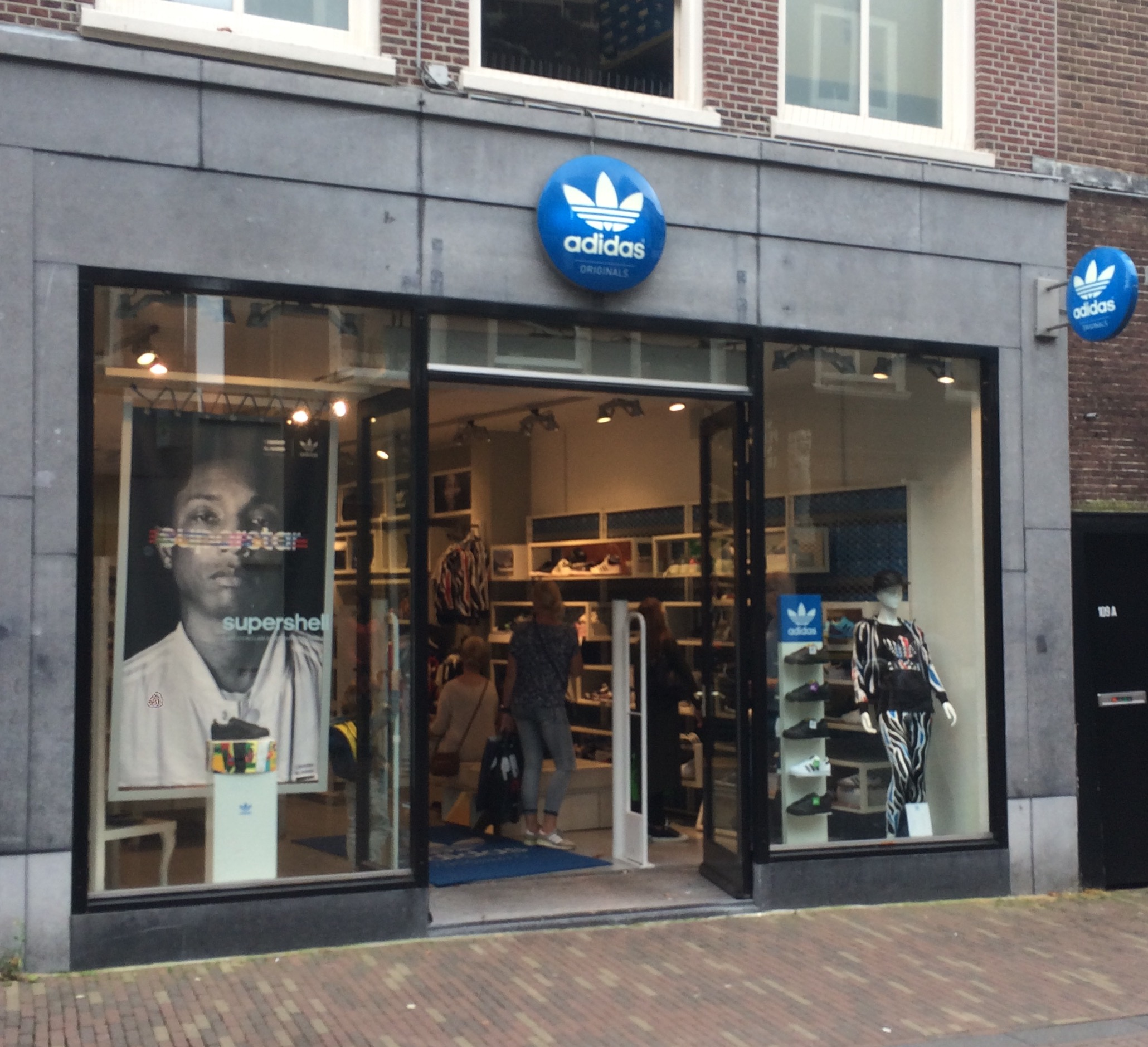
Adidas-Originals-Ladengeschäft

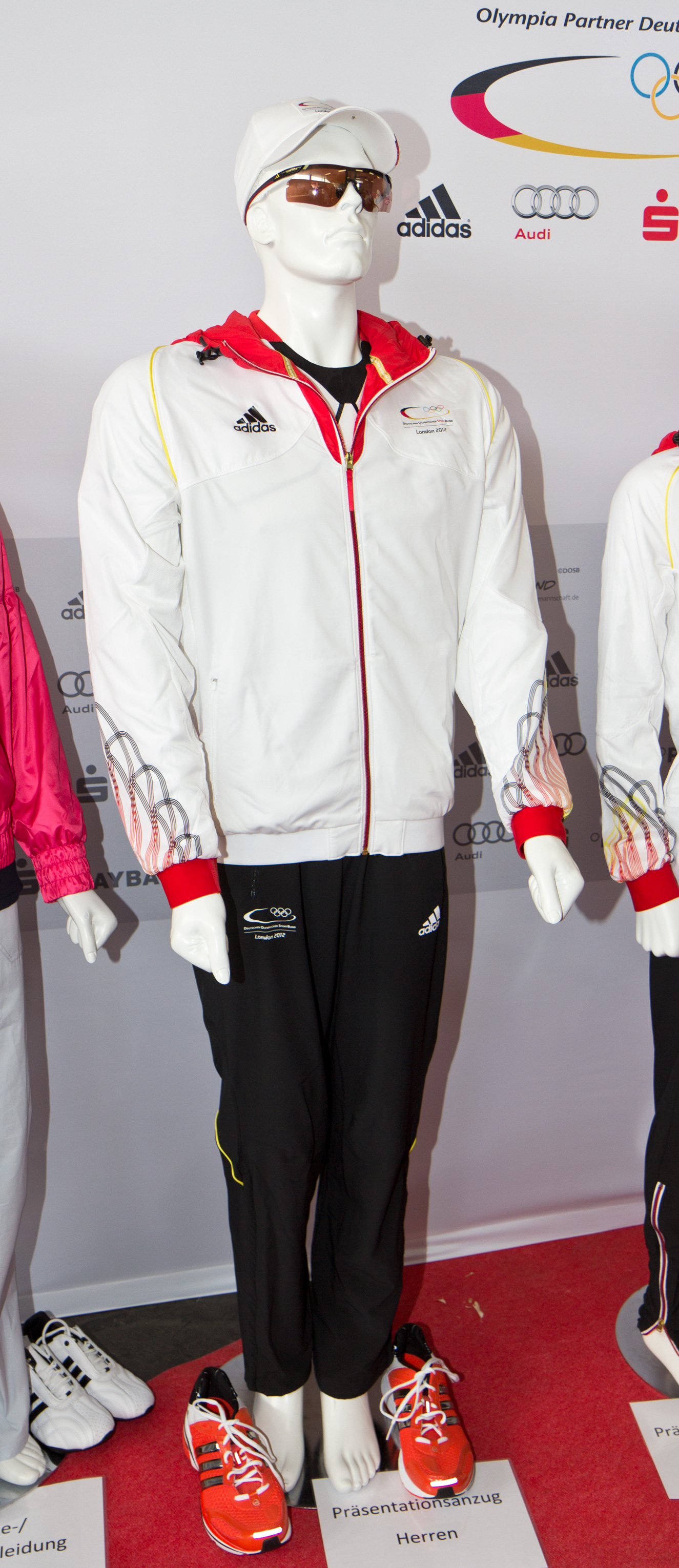
Präsentationsanzug der Olympischen Spiele 2012

Anfang der 1990er Jahre startete Adidas Überlegungen, den Unternehmensstandort im Herzogenauracher Stadtkern zu erweitern. 1999 begann, 1,6 km entfernt, auf dem Gebiet einer seit 1992 frei stehenden US-Kaserne im Stadtteil Herzo Base der Bau der neuen Konzernzentrale „World of Sports“, die in den Folgejahren um mehrere Gebäude erweitert wurde. 2011 wurde das von den Architekten Kadawittfeldarchitektur entworfene Forschungs- und Entwicklungsgebäude mit Namen Laces bezogen.

### Konzernführung
Die Geschäftsführung der Adidas-Gruppe übernimmt der Vorstand, der aus sechs Personen besteht. Die Vorstände sind durch Verträge, die unter anderem die Gehälter und eventuelle Bonuszahlungen festlegen, von dem Unternehmen angestellt.
- Mitglieder des Vorstands[61]:
  - Bjørn Gulden (Vorsitzender seit 1. Januar 2023)[62]
  - Roland Auschel (Global Sales, Vorstandsmitglied seit 1. Oktober 2013)[63]
  - Brian Grevy (Global Brands, Vorstandsmitglied seit 1. Februar 2020)[64]
  - Harm Ohlmeyer (Finance, Vorstandsmitglied seit 7. März 2017)
  - Amanda Rajkumar (Human Resources, Vorstandsmitglied seit Januar 2021)
  - Martin Shankland (Global Operations, Vorstandsmitglied seit 4. März 2019)[65]

ehemalige Vorstandsmitglieder:
- Glenn Bennett (März 1997 bis 30. September 2017)[66]
- Frank Dassler (ab 1. Juli 2004 bis 31. Januar 2018)
- Robert Louis-Dreyfus (7. April 1993 bis 8. März 2001)[67]
- Herbert Hainer (8. März 2001 bis 30. September 2016 Vorsitzender)[68]
- Manfred Ihle (1. Juli 1998 bis 30. Juni 2004)
- Eric Liedtke (6. März 2014 bis 31. Dezember 2019)
- Karen Parkin (12. Mai 2017 bis 31. Juli 2020)
- Michel Perraudin (1989 – 31. März 2005)
- Robin J. Stalker (Februar 2001 bis 11. Mai 2017)[69]
- Erich Stamminger (9. Januar 2006 bis 5. März 2014)[70]
- Gil Steyaert (12. Mai 2017 bis 26. Februar 2019)
- Christian Tourres (1993 – 8. März 2001)[71]
- Kasper Rorsted (1. August 2016 bis 11. November 2022)[72]

Der Vorstand wird vom Aufsichtsrat berufen und kontrolliert. Der Aufsichtsrat setzt sich aus 16 Mitgliedern zusammen. Nach dem deutschen Mitbestimmungsgesetz müssen die Hälfte der Mitglieder Arbeitnehmervertreter bzw. unternehmensunabhängige Vertreter von Gewerkschaften sein.
- Vertreter der Anteilseigner:
  - Thomas Rabe (Aufsichtsratsvorsitzender, im Aufsichtsrat seit 9. Mai 2019)
  - Ian Gallienne (stellvertretender Aufsichtsratsvorsitzender, im Aufsichtsrat seit 15. Juni 2016)
  - Jackie Joyner-Kersee
  - Christian Klein
  - Kathrin Menges
  - Nassef Sawiris
  - Bodo Uebber
  - Jing Ulrich

- Arbeitnehmervertreter:
  - Udo Müller (stellvertretender Aufsichtsratsvorsitzender, im Aufsichtsrat seit 6. Oktober 2016)
  - Petra Auerbacher
  - Bastian Knobloch
  - Roswitha Hermann
  - Roland Nosko
  - Beate Rohrig
  - Frank Scheiderer
  - Michael Storl
  - Günter Weigl

Ehemalige Mitglieder des Aufsichtsrats (Auswahl):
- Alexander Popow, früherer Schwimmweltmeister und Olympiasieger, Aufsichtsratsmitglied ab 2009, stellte sich aus beruflichen Gründen 2014 nicht mehr zur Wiederwahl[74]
- Katja Kraus, ehemalige deutsche Fußballtorhüterin und -funktionärin

### Aktionärsstruktur
| Anteilseigner                                              | Anteil             |
| ---------------------------------------------------------- | ------------------ |
| Institutionelle Investoren, darunter - BlackRock - FMR LLC | 92 % 6,22 % 5,31 % |
| Privatanleger                                              | 8 %                |
| Eigenbesitz                                                | 1 %                |

Stand: Januar 2019

### Finanzzahlen des Adidas-Konzerns
| Jahr                          | 2018   | 2019   | 2020   | 2021   | 2022   | 2023   | 2024   |
| ----------------------------- | ------ | ------ | ------ | ------ | ------ | ------ | ------ |
| Umsatz Mrd. EUR               | 21,92  | 23,64  | 19,84  | 21,23  | 22,51  | 21,43  | 23,68  |
| Ergebnis vor Steuern Mio. EUR | 2.378  | 2.558  | 575    | 1.852  | 385    | 65     | 1.121  |
| Bilanzsumme Mio. EUR          | 15.612 | 20.680 | 21.053 | 22.137 | 20.296 | 18.020 | 20.655 |
| Eigenkapital in Mio. EUR      | 6.364  | 7.057  | 6.691  | 7.837  | 5.351  | 4.925  | 5.868  |
| Dividende                     | 3,35   | 0,00   | 3,00   | 3,30   | 0,70   | 0,70   | 2,00   |

Nach dem Jahresabschluss 2019 hatten Vorstand und Aufsichtsrat zunächst geplant, der Hauptversammlung 2020 eine Dividende von 3,85 EUR je Aktie vorzuschlagen. Ein während der Coronavirus-Pandemie aufgenommener Konsortialkredit unter Beteiligung der Kreditanstalt für Wiederaufbau ließ dann jedoch keine Dividendenzahlung zu. Ab 2021 enthalten die Werte das Reebok-Geschäft nicht mehr, da dessen Veräußerung 2021 geplant war und im Folgejahr erfolgte.

## Ausstatter von internationalen Sportveranstaltungen

### Olympische Spiele
Im September 2007 gab das Organisationskomitee LOCOG der Olympischen Spiele 2012 auf einer Pressekonferenz mit der Adidas-Führung bekannt, dass Adidas offizieller Sportswear-Partner der Olympischen Spiele 2012 sowie der Paralympics in London sein wird. Es würde die größte Investition von Adidas in ein einzelnes Sportereignis im Vereinigten Königreich sein. Die Investition umfasste die Ausstattung von Athleten und freiwilligen Helfern, Lizenzgebühren für Merchandising sowie Marketingaktivitäten im Vorfeld des Events. Insgesamt wurden mehr als 70.000 freiwillige Helfer von Adidas ausgerüstet.
Für die Olympischen Winterspiele 2018 in Korea erhielt adidas den Zuschlag für die kostenlose Ausrüstung der deutschen Wintersport-Athleten, nachdem diese seit 1936 ununterbrochen von Bogner eingekleidet worden waren.

### Fußballgroßereignisse
Der Weltfußballverband und Adidas sind bereits seit 1956 Partner und auch bei der Fußball-Weltmeisterschaft 2014 in Brasilien wurde der offizielle Spielball von der Firma gestellt. Adidas hat zudem noch ein Vorkaufsrecht auf Fernsehwerbung und bevorzugte Werbeflächen in den WM-Stadien. Inklusive der WM 2014 kosteten die Lizenzen für die Fußball-Großereignisse mitsamt der Frauen-Weltmeisterschaft und der Junioren-WM 250 Millionen Euro.
Adidas ist Hersteller des offiziellen Spielballs zahlreicher Fußball-Großereignisse. In der Regel erhalten die Bälle eigene Namen, darunter der Telstar Durlast, Tango Durlast, Etrusco Unico, Adidas Tricolore, Adidas Finale, Questra, Terrestra Silverstream, Fevernova, +Teamgeist, Europass, wawa aba, Tango 12, Roteiro, Jabulani, Speedcell, Torfabrik, Brazuca, Beau Jeu etc. Der Chip-Ball konnte sich bislang nicht durchsetzen.
Außerdem sponsert Adidas einige Fußballteams, wie z. B.:
Europa
- Deutschland: 1. Bundesliga: 1. FC Union Berlin, FC Bayern München, Eintracht Frankfurt, Hamburger SV
- Deutschland: 2. Bundesliga: Fortuna Düsseldorf, 1. FC Nürnberg, FC Schalke 04
- Deutschland: 3. Liga: 1. FC Saarbrücken
- Belgien: Division 1A: RSC Anderlecht, Standard Lüttich
- Dänemark: Superliga: FC Kopenhagen
- England: Premier League: Manchester United, AFC Sunderland, Football League Championship: FC Fulham, FC Brentford, Ipswich Town
- Frankreich: Ligue 1: Olympique Lyon
- Italien: Serie A: Juventus Turin
- Luxemburg: BGL Ligue: CS Fola Esch
- Niederlande: Eredivisie: Ajax Amsterdam, Feyenoord Rotterdam
- Norwegen: Tippeligaen: Rosenborg Trondheim
- Österreich: 1. Bundesliga: SK Rapid Wien
- Polen: Ekstraklasa: Ruch Chorzów, Piast Gliwice, Wisła Krakau, Legia Warschau, Śląsk Wrocław, Górnik Zabrze
- Portugal: Primeira Liga: Benfica Lissabon
- Russland: Premjer-Liga: Terek Grosny
- Schottland: Scottish Premiership: FC Aberdeen
- Schweden: Allsvenskan: Djurgårdens IF
- Schweiz: Raiffeisen SL: FC Basel, FC Luzern, FC Vaduz
- Spanien: LaLiga Santander: Real Madrid, FC Valencia, Celta Vigo, Segunda División: Recreativo Huelva
- Türkei: Süper Lig: Beşiktaş Istanbul, Fenerbahçe Istanbul

Amerika
- Argentinien: Primera División: River Plate
- Chile: Campeonato Nacional Scotiabank: CF Universidad de Chile
- Kolumbien: Liga Águila: Millonarios FC
- Mexiko: Liga MX: UANL Tigres
- USA: alle Mannschaften der US-amerikanischen Major League Soccer. In den USA werden zudem mit der Generation Adidas junge Fußballspieler unterstützt.

Asien
- Republik Korea: K League 1: Busan IPark
- Türkei Süper Lig: Kardemir Karabükspor

Australien/Neuseeland
- Australien/Neuseeland: A-League: Melbourne Victory, Wellington Phoenix

Nationalmannschaften
- Europa: Belgien, Deutschland, Italien, Lettland, Nordirland, Schottland, Schweden, Spanien, Ungarn, Wales
- Afrika: Algerien, Ägypten, Angola, Äquatorialguinea, Äthiopien, Dschibuti, Eritrea, Eswatini, Komoren, Madagaskar, Malawi, Mauretanien, Mauritius, Nigeria, Ruanda, Sansibar, Seychellen, Somalia, Zentralafrikanische Republik
- Amerika: Argentinien, Britische Jungferninseln, Dominikanische Republik, Kolumbien, Mexiko, Paraguay, Saint-Martin, St. Kitts und Nevis, Trinidad und Tobago, Venezuela
- Asien: Armenien, China, Georgien, Guam, Israel, Japan, Jemen, Kasachstan, Libanon, Malediven, Mongolei, Syrien

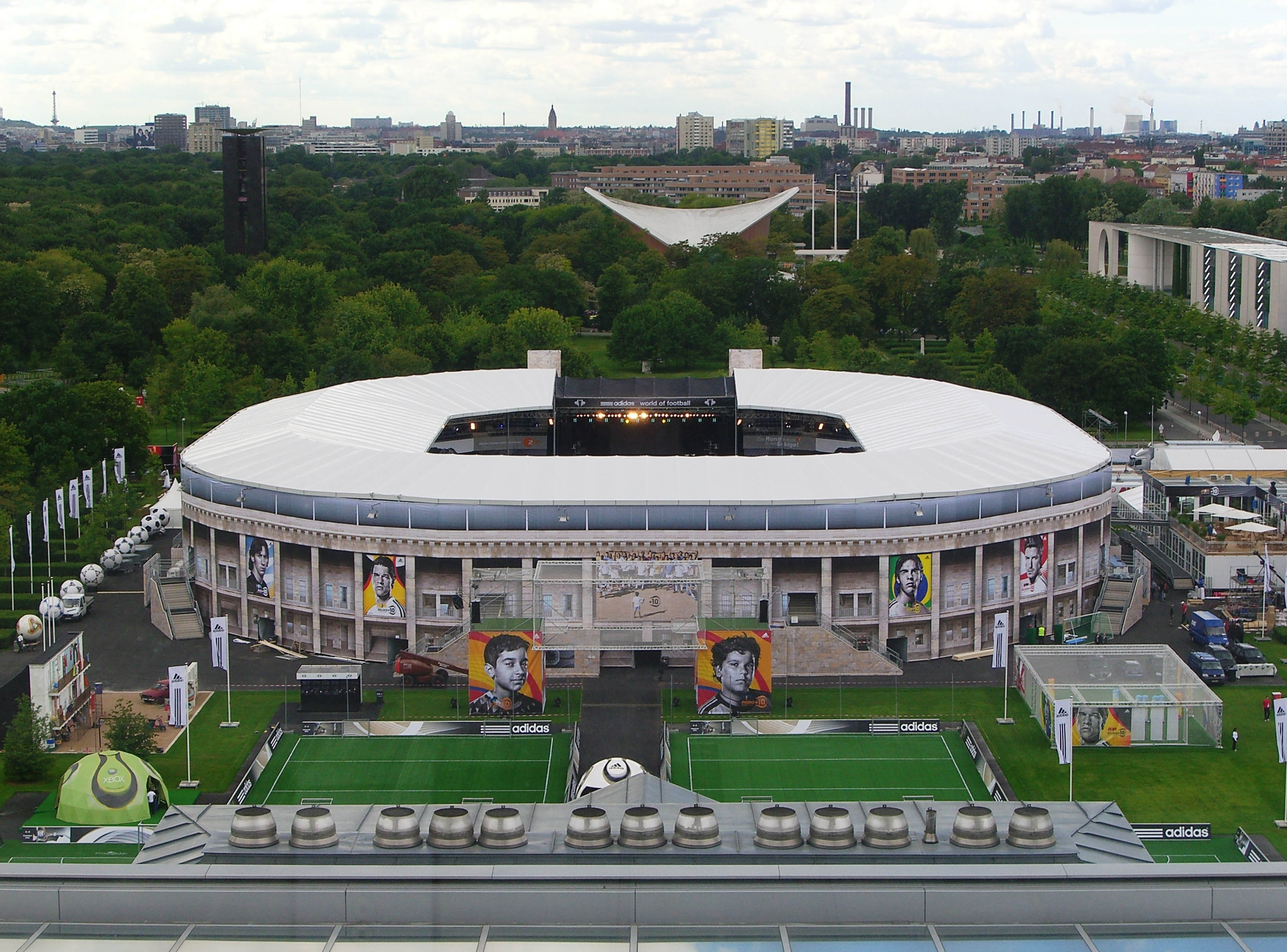
Adidas-Arena in Berlin (2006)

Zur Weltmeisterschaft 2006 baute Adidas das Stadion Adidas World of Football vor dem Berliner Reichstagsgebäude auf und brachte für jede teilnehmende Mannschaft einen Schuh in den Trikotfarben heraus, mit einem zusätzlichen landes- bzw. fußballtypischen Zeichen an der Ferse. So wurde bei dem für Argentinien entworfenen Schuh auf die Hand Gottes, bei dem für die Niederlande auf die von Johan Cruyff getragene Rückennummer 14 und bei England auf den einzigen WM-Sieg 1966 angespielt.

### Andere Sportarten
- Adidas Grand Prix
- Adidas Track Classic in Carson (Kalifornien), seit 2005
- adidas Sickline Extreme Kayak World Championship im Ötztal, seit 2007
- Adidas Rockstars, Bouldern-Wettbewerb in der Porsche-Arena, seit 2011
- Das ATP Toulouse in dessen letzten beiden Austragungsjahren, Adidas Open de Toulouse 2000
- von 1998 bis 2004 das Sydney International ATP Turnier im NSW Tennis Centre, Adidas International 1998 – Adidas International 2004
- Januar 2025 Formel1 Mercedes-Rennfahrer Andrea Antonelli wird mit adidas ausgestattet.[80]

### Stifter von Auszeichnungen
- Goldener Ball

### Markenbotschafter
- Fußballer: Gareth Bale, David Beckham, Hakan Çalhanoğlu, Julian Draxler, Mats Hummels, Ciro Immobile, Lorenzo Insigne, Lionel Messi, Philipp Lahm, Javi Martínez, Thomas Müller, Manuel Neuer, Mesut Özil, Bastian Schweinsteiger, Luis Suárez
- Tennisspieler: Andrea Petkovic
- Stars: Rita Ora, Pharrell Williams, Katy Perry, Justin Bieber, Blackpink[81]
- Trainer: Pep Guardiola, José Mourinho
- Läufer: Gina Lückenkemper, Lisa Hahner, Anna Hahner, Wilson Kipsang
- Wintersportler: Louif Paradis, Eric Jackson, Helen Schettini, Forest Bailey, Jake Blauvelt, Keegan Valeika, Kazu Kokubo
- Basketballer: Derrick Rose, James Harden, Andrew Wiggins, Damian Lillard
- Streamer: Elias Nerlich

## Kritik

### Ausbildungspraxis
In die Kritik kam Adidas 2006 wegen seiner Ausbildungspraxis. Mit der Kampagne Adidas muss ausbilden prangerte die DGB-Jugend bei Adidas die im Vergleich zu den übrigen DAX-Unternehmen geringe Ausbildungsquote von gerade einmal 2 % an. Ziel der Kampagne war, die Öffentlichkeit auf die mageren Ausbildungsquoten, auch der übrigen Großunternehmen in Deutschland, aufmerksam zu machen.

### Ausbeutung und Kinderarbeit in Sweatshops
Der Konzernsitz liegt in Deutschland, während die Artikel mittlerweile fast ausnahmslos außerhalb Deutschlands hergestellt werden. Die Produktion wurde größtenteils nach Südostasien verlagert, unter anderem zu Yue Yuen Industrial. Dabei wird Adidas, ähnlich wie seinem Konkurrenten Nike, vom Schwarzbuch Markenfirmen vorgeworfen, von Ausbeutung und Kinderarbeit in sogenannten Sweatshops zu profitieren.

### Arbeitsrechte in Produktionsländern
Adidas wurde wiederholt dafür kritisiert, dass der Konzern die Arbeitsrechte der Menschen in den Produktionsländern nicht respektiere. So wurde beispielsweise im Jahr 2015 bekannt, dass die Fabrikarbeiter in der südchinesischen Stadt Dongguan gezwungen werden, bis spät in die Nacht zu arbeiten, um Bälle herzustellen. Im Jahr 2011 wurden in Indonesien 2800 Fabrikarbeiter des ehemaligen Adidas-Zulieferers PT Kizone ohne Abfindung entlassen. Adidas weigerte sich, die ausstehende Summe von 1,4 Millionen Euro zu zahlen. Nachdem global aufgebauter Druck Adidas dazu zwang, sich mit den Arbeitern zu treffen, wurden diesen lediglich Lebensmittelgutscheine im Wert von 43 Euro angeboten.

### Baumwolle aus Xinjiang
STRG F hat Baumwolle von Adidas-Produkten analysiert. Diese zeigen, dass Adidas entgegen eigener Behauptungen, Baumwolle aus Xinjiang bezieht. In Xinjiang gibt es Umerziehungslager der chinesischen Regierung, wo Minderheiten zum Ernten und Weiterverarbeiten von Baumwolle gezwungen werden.

### Bestechungsgelder
Über die ISL und die Adidas-Stabsstelle Internationale Beziehungen bestach Horst Dassler in den 1980er Jahren jahrelang Sportfunktionäre und beeinflusste Wahlen, um von ihm favorisierte Funktionäre in Spitzenpositionen zu bekommen. Im September 2017 wurde James Gatto, Direktor für das weltweite Basketball-Marketing von Adidas, in den USA verhaftet. Er soll Bestechungsgelder an High-School-Spieler gezahlt haben, damit sie zu College-Teams wechseln, die von Adidas ausgerüstet werden.

### Sponsoring Gumball 3000
Adidas unterstützte das sogenannte Gumball 3000, ein privates Autorennen auf europäischen Straßen, das seit 1999 jährlich stattfindet und in Deutschland als illegales Rennen angesehen wird. 2007 starb ein unbeteiligter Albaner bei der Kollision mit einem teilnehmenden Fahrzeug, dessen Fahrer ein Überholverbot missachtet hatte. Die Frau des Albaners erlag nach einigen Tagen im Koma ihren schweren Verletzungen. Erst daraufhin distanzierte sich Adidas von der Rallye und stieg aus dem Sponsoring aus.

### Verhalten während der COVID-19-Pandemie
Ende März 2020 kündigte Adidas – trotz mehrerer Milliarden Euro Vorjahresgewinn – aus Anlass der COVID-19-Pandemie an, die vertraglich vereinbarten Mieten für seine geschlossenen Einzelhandelsgeschäfte nicht zu zahlen. Bei der Jahreshauptversammlung im Mai 2021 gab das Unternehmen bekannt, dass es seinen Aktionären eine höhere Dividende als in den Jahren 1999 bis 2017 auszahlen möchte. Der Dachverband der Kritischen Aktionärinnen und Aktionäre reichte einen Gegenantrag ein und kritisierte dieses Vorgehen, da der Bilanzgewinn unter anderem durch staatliche Corona-Hilfen erzielt worden sei.  Die Christliche Initiative Romero wirft Adidas ebenfalls vor, die „Kosten der Krise zu sozialisieren, die Gewinne jedoch zu privatisieren“. Unter Bezug auf einen Bericht der Regionalen Koordinationsstelle der Gewerkschaften in Textilfabriken in Mittelamerika kritisiert die Initiative, dass Adidas das System komplexer Lieferketten ausnutze, um die Kosten in der Krise auf Arbeitskräfte in den dortigen Fabriken abzuwälzen. So seien in El Salvador in der Fabrik Varsity Pro, welche für Adidas produziert, während der Pandemie 757 Arbeitskräfte kurzfristig entlassen und rund weitere 700 in Zwangsurlaub geschickt worden. Die Fabrik Impression Apparel Group, ebenfalls ein Zulieferer von Adidas in El Salvador, habe den Beschäftigten während eines dreimonatigen Zwangsurlaubs „nur zwei sogenannte Corona-Boni in Höhe von 41,33 US-Dollar“ bezahlt.

### Personalvorstand aufgrund von Rassismus-Vorwürfen zurückgetreten
Ende Juni 2020 kündigte die bis dahin amtierende Personalvorständin Karen Parkin an, die Adidas-Gruppe zu verlassen. Als Begründung gab sie an, dass sie mit ihrem Rücktritt den Weg für einen Wandel bereite. Parkin hatte während einer Betriebsveranstaltung der US-Tochter Reebok die anhaltenden Rassismusdiskussionen nach dem gewaltsamen Tod von George Floyd als „Lärm“ (Zitat: "noise") abgetan. Öffentliche Proteste der Mitarbeiter vor der US-Zentrale in Portland, eine weiterhin andauernde Welle der Entrüstung und scharfe Kritik ließen Parkin zu dem Schluss kommen, dass es für das Unternehmen besser sei, ihr Amt niederzulegen. Der Vorstandsvorsitzende Kasper Rorsted übernahm zum Juli 2020 die Leitung des Personalressorts interimsweise.

### Kooperation mit Kanye West trotz antisemitischer Äußerungen
Nach einem umstrittenen Statement des Rappers und Modedesigners Kanye West, mit dessen Produkten Adidas laut Handelsblatt zeitweise bis zu einer Milliarde Dollar im Jahr Umsatz machte, bezüglich der „Black Lives Matter“-Bewegung, versuchten Kritiker Wests, auch Adidas zur Aufgabe der Geschäftsbeziehungen mit West zu bewegen. West äußerte sich daraufhin öffentlich über die vermeintliche „Macht“ der „jüdischen Medien“ und rühmte sich, antisemitische Dinge sagen zu können, ohne dass Adidas ihn fallen lassen könne. Rechtsextreme Gruppen in den USA bezogen sich positiv auf seine Aussagen über Juden. Bis zum 24. Oktober 2022 hat Adidas zu den antisemitischen  Äußerungen Wests trotz einer Anfrage der Jüdischen Allgemeinen keine Stellung bezogen. Das Modeunternehmen Balenciaga beendete am 21. Oktober 2022 die Zusammenarbeit mit West.  Am 25. Oktober 2022 kündigte Adidas dann die Zusammenarbeit mit West mit sofortiger Wirkung wegen seiner Äußerungen, die „inakzeptabel, hasserfüllt und gefährlich“ seien.

### Versprechen zur Klimaneutralität
Im Dezember 2024 klagte die Deutsche Umwelthilfe Adidas wegen deren Werbeversprechen an, bis 2050 klimaneutral zu sein. Der Pläne des Unternehmens dafür seien nicht transparent genug, teilweise fehlten geeignete Maßnahmen, wie das zu erreichen sei. Adidas hatte seine Werbung bereits vorher nach einer Mahnung von der Umwelthilfe geändert und wies die Vorwürfe zurück.